# 17. Februar
Der 17. Februar ist der 48. Tag des gregorianischen Kalenders, somit bleiben 317 Tage (in Schaltjahren 318 Tage) bis zum Jahresende.

## Ereignisse

### Politik und Weltgeschehen
- 1370: Der Hochmeister des Deutschen Ritterordens, Winrich von Kniprode, besiegt gemeinsam mit auf Preußenfahrt befindlichen westeuropäischen Rittern die Litauer in der Schlacht bei Rudau.

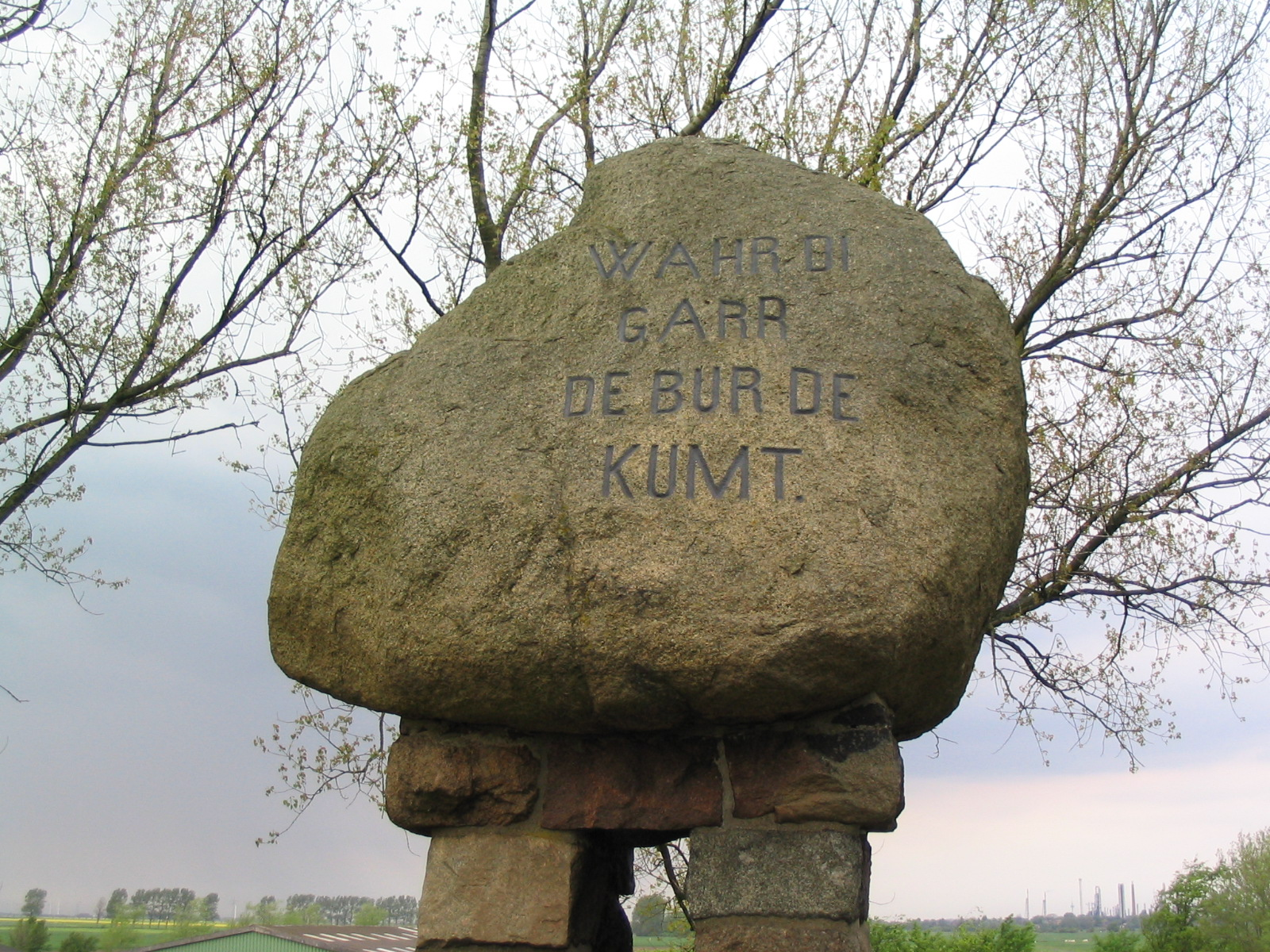
1500: Denkmal an die Schlacht bei Hemmingstedt

- 1500: Die vernichtende Niederlage des Angriffsheeres in der Schlacht bei Hemmingstedt gegen ein zahlenmäßig weit unterlegenes Bauernheer unter Wulf Isebrand beendet den dänischen Eroberungszug gegen die Bauernrepublik Dithmarschen.

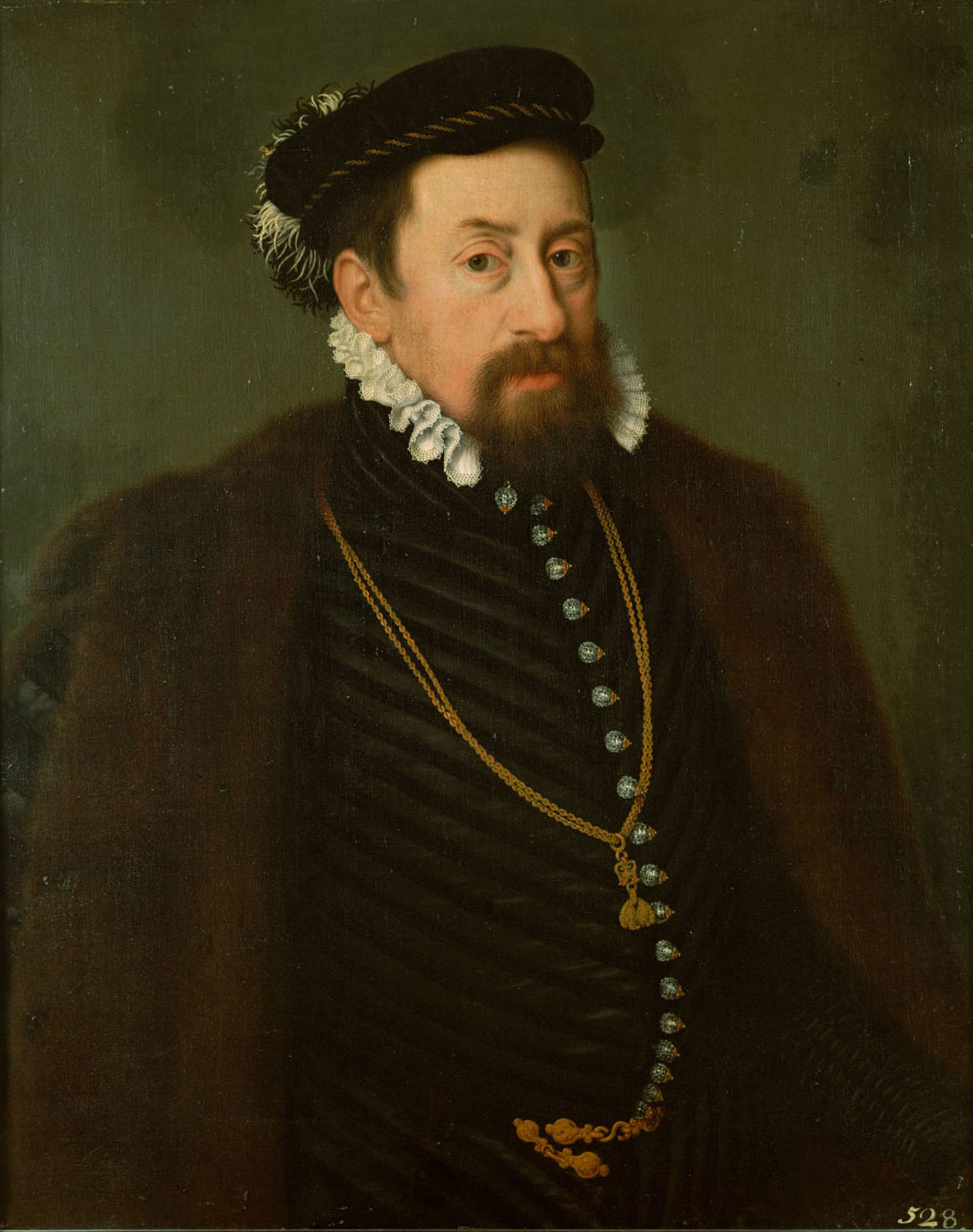
1568: Kaiser Maximilian II.

- 1568: In Adrianopel kommt es zum Friedensschluss zwischen Kaiser Maximilian II. und dem osmanischen Sultan Selim II. in dem seit Sommer 1566 geführten Türkenkrieg.
- 1642: Nach Eroberung des zuvor von den Portugiesen gehaltenen Forts São Antonio an der Goldküste im Westen des heutigen Ghana schließen die Niederländer einen Vertrag mit den einheimischen Machthabern in der Region.
- 1753: Wegen Schwedens Übergang zum gregorianischen Kalender folgt dort dem 17. Februar der 1. März.
- 1772: Russland und Preußen einigen sich im Kern auf eine Teilung Polens und warten auf die Billigung des Plans durch Österreich, die am 4. März erfolgt. Polen verliert fast ein Drittel seines Staatsgebiets.
- 1801: Das Repräsentantenhaus wählt im 36. Wahlgang Thomas Jefferson zum dritten Präsidenten der USA. Aaron Burr wird zum Vizepräsidenten gewählt.
- 1820: Der Senat der Vereinigten Staaten verabschiedet den Missouri-Kompromiss, mit dem die Sklavenhaltung vor allem in den westlichen Territorien geregelt wird.
- 1859: In Cochinchina nehmen französische Truppen unter dem Vorwand, unter Kaiser Tự Đức würden französische Missionare verfolgt, die Stadt Saigon ein.

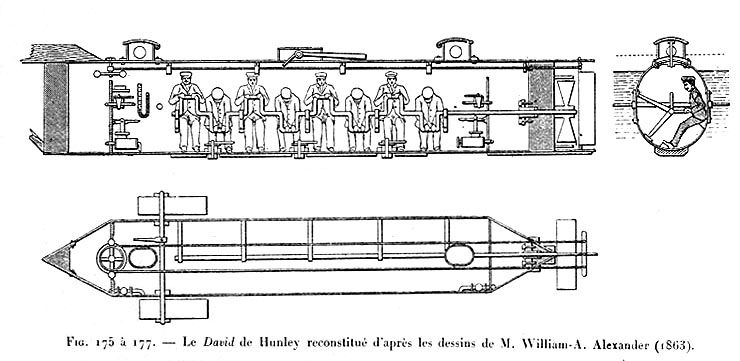
1864: Die Hunley

- 1864: Das konföderierte U-Boot Hunley ist im Amerikanischen Bürgerkrieg das erste U-Boot der Welt, das mit einem Spierentorpedo ein gegnerisches Schiff, die Housatonic, versenkt. Bei der Aktion geht die Hunley jedoch selbst verloren.

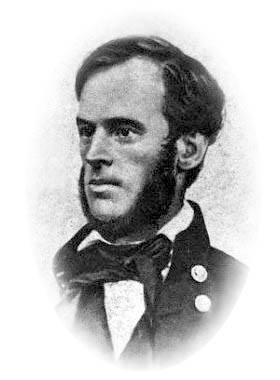
1865: William T. Sherman

- 1865: Unionstruppen unter General William T. Sherman erobern Columbia, die Hauptstadt von South Carolina. Da dieser Staat hauptsächlich für den Sezessionskrieg verantwortlich gemacht wird, machen die Soldaten die Stadt dem Erdboden gleich.
- 1867: Graf Gyula Andrássy wird von Franz Joseph zum ungarischen Ministerpräsidenten im Rahmen des Österreichisch-Ungarischen Ausgleiches berufen
- 1872: In Manila wird das Gomburza-Trio hingerichtet, das sich für eine Modernisierung der spanischen Kolonie der Philippinen eingesetzt hat.

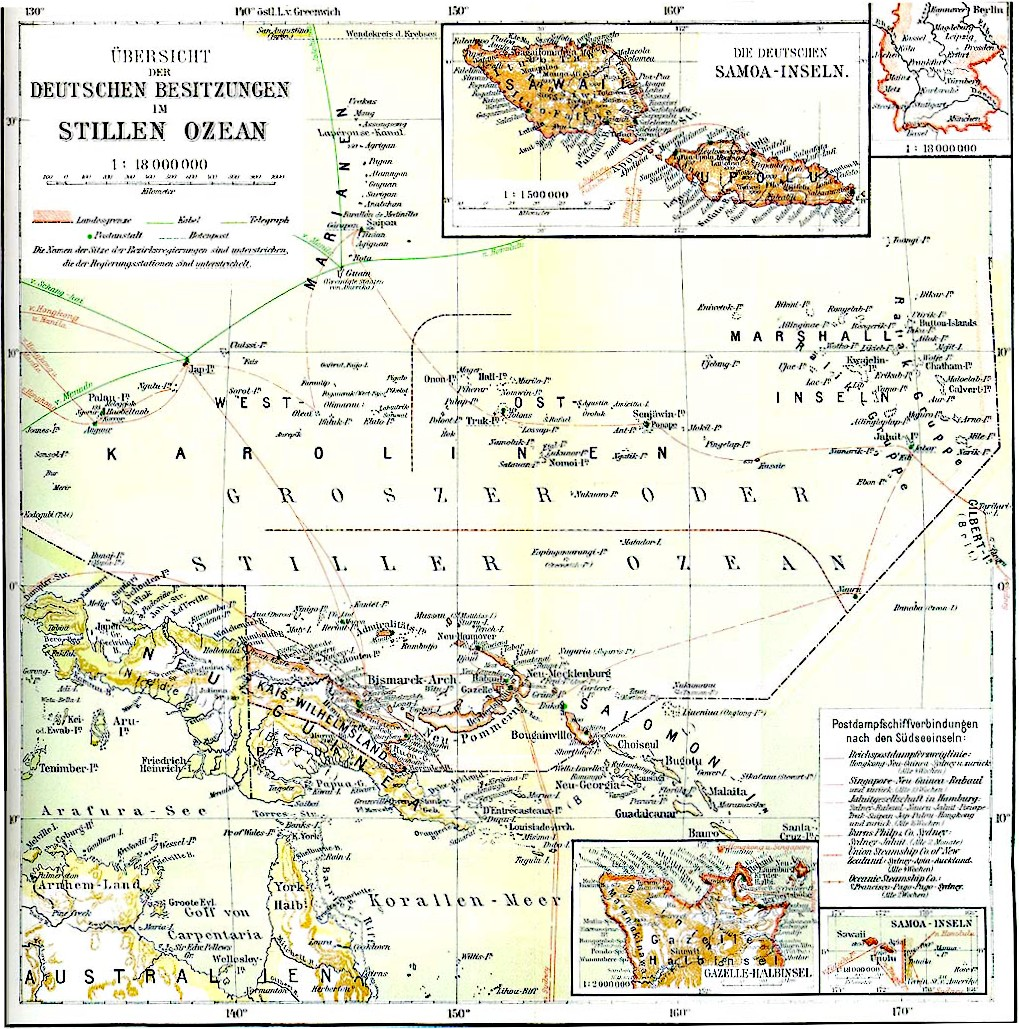
1900: Samoa und Deutsch-Neuguinea

- 1900: Wilhelm II. erklärt die westlichen Samoainseln zum „deutschen Schutzgebiet“.
- 1905: Der Sozialrevolutionär Iwan Platonowitsch Kaljajew verübt auf den Gouverneur von Moskau, Sergei Alexandrowitsch Romanow, einen Anschlag, als sich der Adlige in seiner Kutsche dem Kreml nähert. Der Großfürst stirbt bei der Bombenexplosion sofort.
- 1914: Die griechische Bevölkerung im Süden Albaniens ruft eine eigene „Autonome Republik Nordepirus“ unter Premierminister Georgios Christakis-Zografos aus, zum Zweck einer Vereinigung der Region mit Griechenland. Nach der griechischen Besetzung des Gebietes während des Ersten Weltkriegs fällt dieses 1923 zurück an Albanien.
- 1917: Aus einer Fusion der konservativen Commonwealth Liberal Party und der National Labor Party geht in Australien die Nationalist Party of Australia hervor.
- 1919: In Wilhelmshaven wird das Freikorps Marine-Brigade Ehrhardt aufgestellt, das sich später am Kapp-Putsch und der Niederschlagung der Münchner Räterepublik beteiligt.
- 1933: Der US-Senat beschließt den Blaine Act, mit dem die Alkoholprohibition in den USA beendet wird. Drei Tage später wird auch der 21. Zusatzartikel zur Verfassung der Vereinigten Staaten beschlossen, der den 18. Zusatzartikel außer Kraft setzt, mit dem die Prohibition 1920 eingeführt worden ist.
- 1944: Im Pazifikkrieg beginnt die bis zum 22. Februar dauernde US-amerikanische Operation Catchpole zur Eroberung des Eniwetok-Atolls. Gleichzeitig beginnt die zweitägige Operation Hailstone zur Zerstörung des japanischen Stützpunktes auf Chuuk. Beide Operationen werden der Schlacht um die Marshallinseln zugerechnet.
- 1944: Die im Zweiten Weltkrieg um außenpolitische Neutralität bemühte Türkei verbietet kurzfristig die Herausgabe der deutschsprachigen Tageszeitung Türkische Post, um die türkisch-britischen Beziehungen nicht zu schädigen.
- 1947: Voice of America, der offizielle, dem International Broadcasting Bureau unterstellte Auslandsradiosender der USA, beginnt mit der Ausstrahlung von Sendungen für die Sowjetunion.
- 1955: Die Kultusministerkonferenz beschließt im Düsseldorfer Abkommen Vereinheitlichungen im deutschen Schulwesen. Unter anderem erhalten alle höheren Schulen generell die Bezeichnung Gymnasium und wird Englisch zur Pflichtfremdsprache.
- 1968: Der Sozialistische Deutsche Studentenbund (SDS) organisiert den zweitägigen Internationalen Vietnamkongress, der mit der bis dahin größten deutschen Protestversammlung gegen den Vietnamkrieg endet.
- 1979: Mit dem Einmarsch chinesischer Truppen in Vietnam wegen dessen Einmarsch in Kambodscha und zu großer Nähe zu Moskau beginnt der Chinesisch-Vietnamesische Krieg.
- 1986: In Luxemburg wird die Einheitliche Europäische Akte unterzeichnet. Sie zielt unter anderem auf die Verwirklichung des europäischen Binnenmarkts und eine Stärkung des Europäischen Parlaments ab.

Emblem der UAM

- 1989: In Marrakesch gründen Algerien, Libyen, Marokko, Mauretanien und Tunesien die Union des Arabischen Maghreb. Der Zusammenschluss bezweckt das Anstreben einer Wirtschaftsunion und eine einheitliche Politik in Belangen Nordafrikas.
- 1992: Mit der Verhaftung eines sozialistischen Politikers in Mailand beginnen die unter dem Namen Mani pulite bekannt gewordenen Ermittlungen gegen Korruption und Amtsmissbrauch, die zum Zerfall der etablierten Parteien in Italien führen.
- 1998: Das Bundesverfassungsgericht verschafft in seinem 10. Rundfunk-Urteil Fernsehsendern ein unentgeltliches Kurzberichterstattungsrecht, um einem Informationsmonopol vorzubeugen.
- 2005: Der Deutsche Bundestag setzt für Reservisten das Einberufungshöchstalter von 45 auf 60 Jahre im Spannungsfall herauf.

Die Flagge des Kosovo

- 2008: Das Parlament der serbischen Region Kosovo erklärt das Land als Republik Kosovo einseitig für unabhängig und nimmt am gleichen Tag eine neue Nationalflagge an. Serbien hat schon zuvor unter Berufung auf Resolution 1244 des UN-Sicherheitsrates die angekündigte Unabhängigkeitserklärung für nichtig erklärt.
- 2012: Der deutsche Bundespräsident Christian Wulff tritt nach anhaltender Kritik und Korruptionsvorwürfen zurück. Bundesratspräsident Horst Seehofer übernimmt vorübergehend die Amtsgeschäfte.

### Wirtschaft
- 1836: Die Reederei Sloman eröffnet mit der Bark Franklin einen Liniendienst nach New York und damit zugleich die erste regelmäßige transatlantische Verkehrsverbindung.
- 1907: Die Aktiengesellschaft Bell & Howell entsteht in Chicago. Sie produziert filmtechnische Geräte.
- 1933: In den USA erscheint die Erstausgabe des Nachrichtenmagazins News-Week.

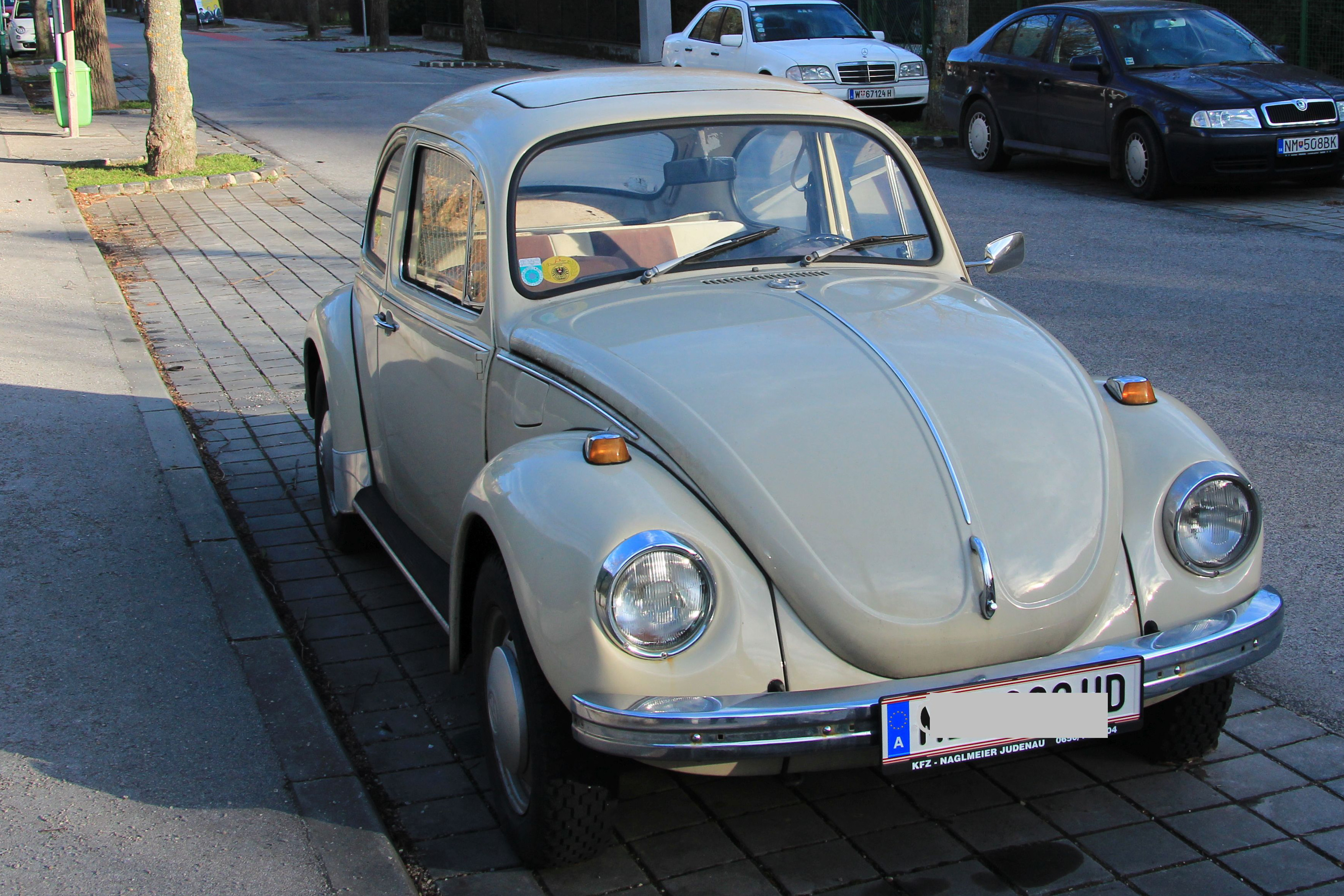
1972: VW Käfer 1302 S

- 1972: Mit einem 1302 S in Hellblaumetallik, der als 15.007.032. Fahrzeug vom Band läuft, übertrifft der VW Käfer das Ford Modell T als meistgebautes Auto der Welt.
- 2000: Microsoft bringt sein Betriebssystem Windows 2000 auf den Markt.
- 2004: Mozilla Europe wird als von der Mozilla Foundation unabhängige, aber an diese angegliederte Non-Profit-Organisation gegründet, die ihre Produkte in Europa verbreiten will. Mit dem Mozilla Firefox entsteht ein weiterer Konkurrent für den Internet Explorer im Bereich Webbrowser.

### Wissenschaft und Technik

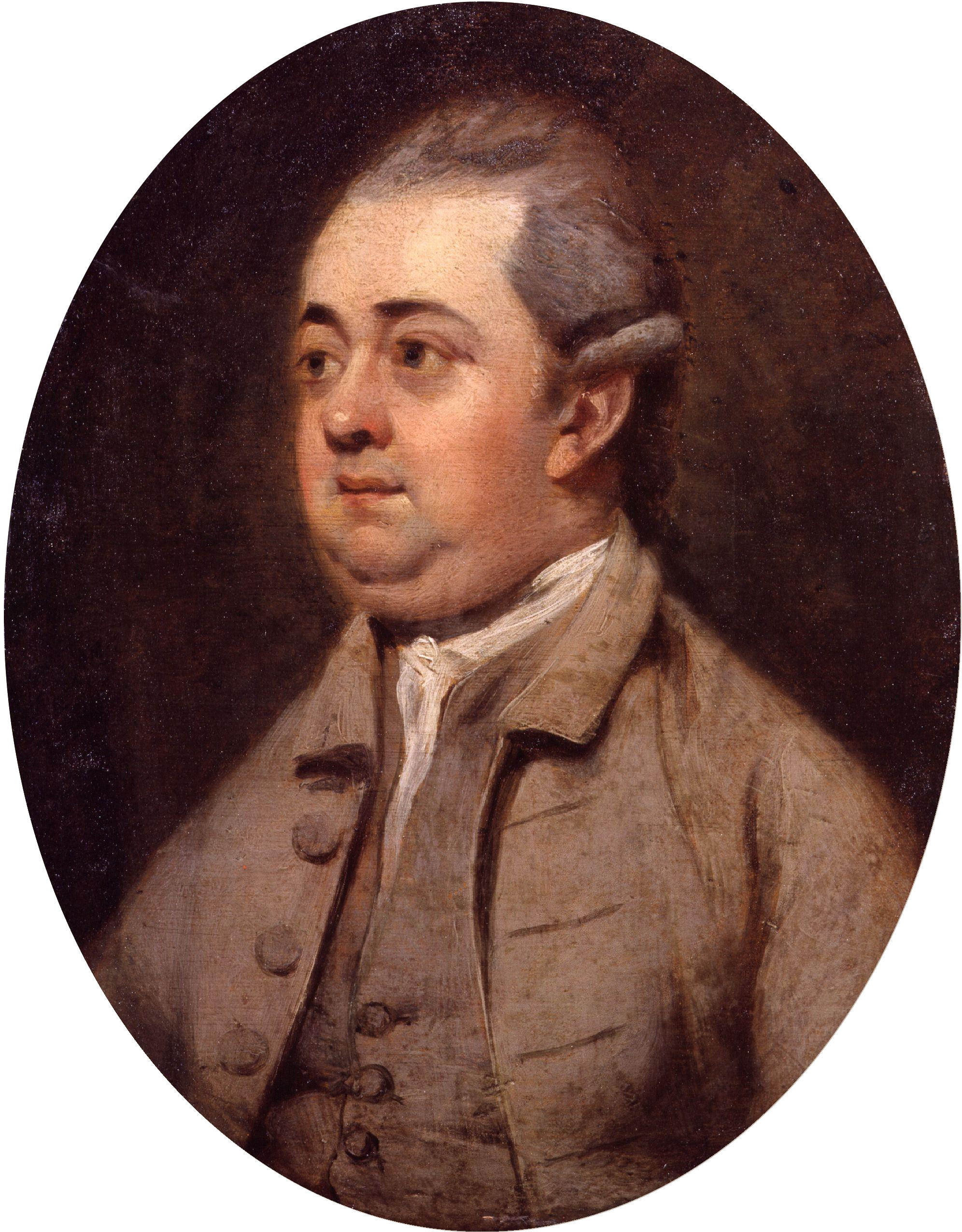
1776: Edward Gibbon

- 1776: In London erscheint Band 1 von The History of the Decline and Fall of the Roman Empire des Historikers Edward Gibbon. Sein auf sechs Bände konzipiertes Werk über Verfall und Untergang des Römischen Reiches prägt lange Jahre Vorstellungen über das Leben in römischer Zeit.
- 1818: Karl von Drais erhält das französische Patent für die Draisine.
- 1897: Nach eingehender Prüfung nimmt die Technische Universität München den von Rudolf Diesel in der Maschinenfabrik Augsburg entwickelten 10 PS starken Motor ab, den ersten Versuchs-Dieselmotor.
- 1996: Die US-amerikanische Raumsonde NEAR startet an der Spitze einer Delta-II-Rakete zur Begegnung mit mehreren Asteroiden ins All.

### Kultur
- 1673: Während der Aufführung seines Stückes Le Malade imaginaire (Der eingebildete Kranke) erleidet der französische Dramatiker und Schauspieler Molière einen Schwächeanfall und verstirbt wenig später.

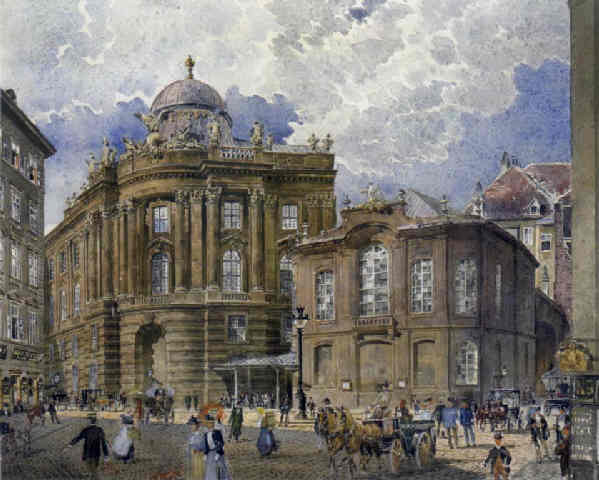
1776: Das alte Burgtheater am Michaelerplatz (19. Jahrhundert)

- 1776: Kaiser Joseph II. erklärt das Wiener Theater nächst der Burg zum Teutschen Nationaltheater.
- 1792: Mit großem Erfolg wird in London die Sinfonie Nr. 93 D-Dur von Joseph Haydn uraufgeführt.
- 1802: Die Oper Il Cid della Spagna von Giuseppe Farinelli hat ihre Uraufführung am Teatro La Fenice in Venedig.
- 1852: In Sankt Petersburg wird die Gemäldesammlung in der Eremitage der Öffentlichkeit als Museum zugänglich.
- 1855: Das Klavierkonzert Nr. 1 Es-Dur von Franz Liszt wird mit Hector Berlioz als Dirigent und Liszt als Solist uraufgeführt.
- 1859: Die Oper Un ballo in maschera (Ein Maskenball) von Giuseppe Verdi wird mit triumphalem Erfolg im Apollo-Theater in Rom uraufgeführt. V.E.R.D.I. wird in der Folge das Kürzel für den Freiheitskampf der Italiener.
- 1865: In Köln findet die Uraufführung der Oper Der Deserteur von Ferdinand von Hiller statt.
- 1889: Die Sinfonie in d-Moll, die einzige Sinfonie des belgischen Komponisten César Franck hat ihre Uraufführung am Conservatoire de Paris mit Jules Garcin am Dirigentenpult.
- 1892: Am Genfer Grand Théâtre erfolgt die Uraufführung der Oper Winkelried von Louis Lacombe.

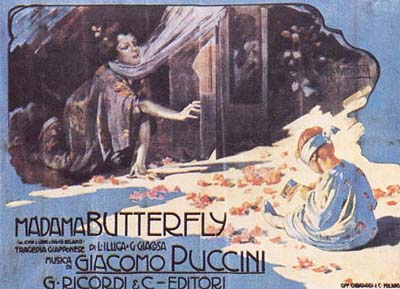
1904: Poster für Puccinis Oper Madama Butterfly, Adolfo Hohenstein

- 1904: Die ursprüngliche zweiaktige Fassung der Oper Madama Butterfly von Giacomo Puccini nach der Erzählung Madame Chrysanthème von Pierre Loti wird am Teatro alla Scala in Mailand uraufgeführt. Das Libretto stammt von Giuseppe Giacosa und Luigi Illica.

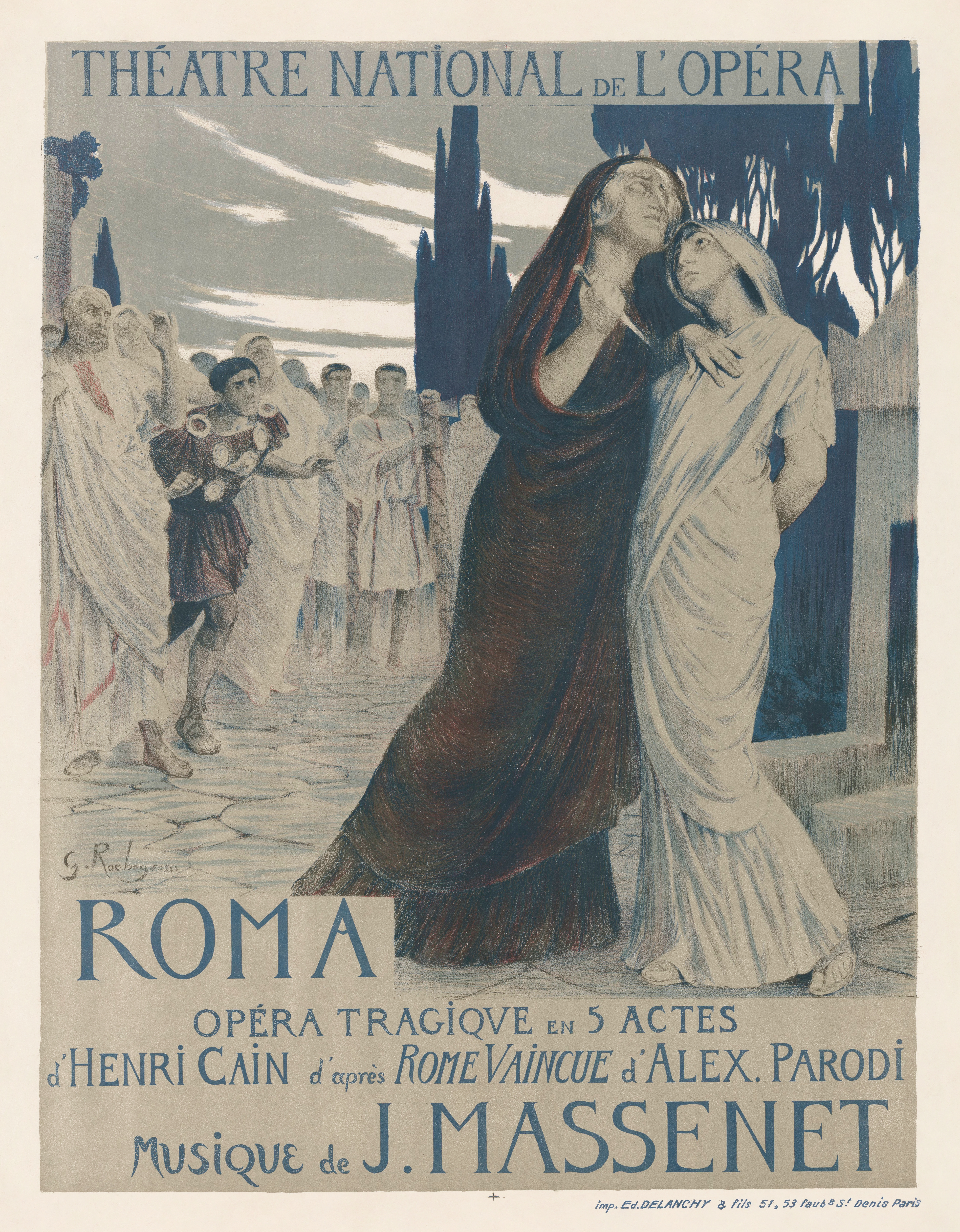
1912: Plakat zu Roma

- 1912: Die Uraufführung der Oper Roma von Jules Massenet erfolgt in Monte Carlo.
- 1913: Die unter anderem von dem Maler Robert Henri organisierte Armory Show öffnet in New York City. Die Ausstellung moderner Kunst ist bis zum 15. März zu sehen.
- 1914: Das Schauspiel Der Bogen des Odysseus von Gerhart Hauptmann wird in Berlin uraufgeführt.
- 1927: In Dresden findet die Uraufführung der Oper Hanneles Himmelfahrt von Paul Graener statt.
- 1936: Mit der Comicfigur Phantom erscheint erstmals ein Superheld als Hauptfigur eines Daily strips.
- 1938: Von ihm selbst gespielt ist in der Pariser Église de la Sainte-Trinité erstmals Jehan Alains Orgelwerk Litanies zu hören.
- 1952: Am Staatstheater in Hannover erfolgt die Uraufführung des lyrischen Dramas Boulevard Solitude von Hans Werner Henze.
- 1958: Johnny Harts Zeitungscomic B.C. erscheint erstmals.
- 1969: Der Neubau der Königlichen Bibliothek Belgiens wird als Koninklijke Bibliotheek Albert I in Brüssel eingeweiht.

### Gesellschaft
- 2003: In London wird die London Congestion Charge, eine Innenstadtmaut für Kraftfahrzeuge, eingeführt.

### Religion
- 1448: Der römisch-deutsche König Friedrich III. und der päpstliche Gesandte Carvajal einigen sich auf das Wiener Konkordat.

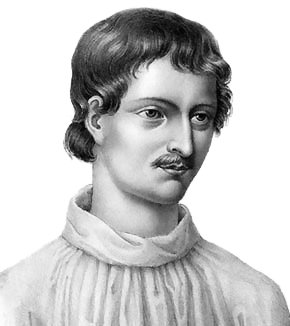
1600: Giordano Bruno

- 1600: Nach achtjähriger Kerkerhaft wird der 52-jährige Philosoph und frühere Dominikaner Giordano Bruno auf dem Campo de’ Fiori in Rom als Ketzer auf dem Scheiterhaufen verbrannt.
- 1826: Papst Leo XII. erkennt die Regularkleriker der Oblaten, die Eugen von Mazenod als missionierende Gemeinschaft gegründet hat, an.

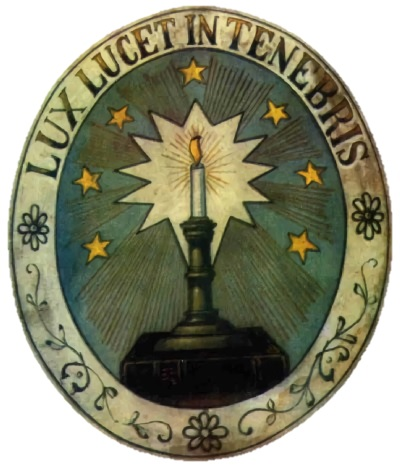
1848: Wappen der Waldenser

- 1848: Ein Patent des Königs von Sardinien-Piemont, Karl Albert I. gewährt den Waldensern religiöse und kirchliche Freiheit und bürgerliche Gleichstellung mit der katholischen Bevölkerung.

### Katastrophen
- 1164: Bei der Julianenflut, der ersten überlieferten Sturmflut an der deutschen Nordseeküste, bildet sich eine Vorstufe des Jadebusens, es gibt 20.000 Tote.
- 1917: Bei der Versenkung des französischen Truppentransporters Athos im östlichen Mittelmeer kommen 754 Besatzungsmitglieder, Soldaten und Passagiere ums Leben.

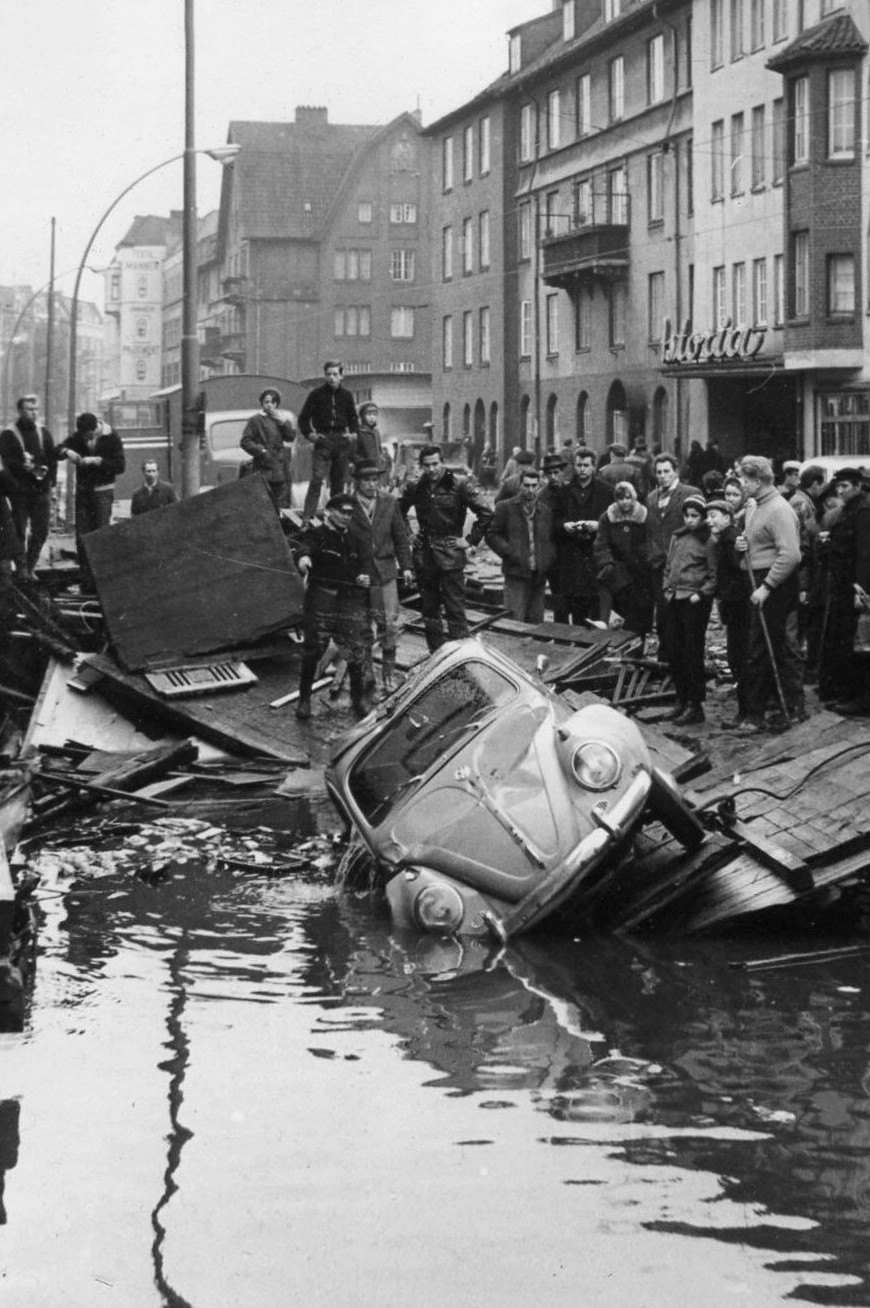
1962: Hamburg nach der Flut

- 1962: Die deutsche Nordseeküste und Hamburg werden von der schwersten Sturmflut seit mehr als 100 Jahren getroffen.
- 1993: Beim Untergang der Fähre Neptune vor der Küste Haitis stirbt eine unbekannte Anzahl von Menschen. Schätzungen zufolge befanden sich zwischen 1.500 und 2.000 Passagiere an Bord, lediglich 300 Überlebende werden gerettet.
- 1996: Ein Erdbeben der Stärke 8,2 in der Region Irian Jaya, Indonesien, fordert 166 Tote.

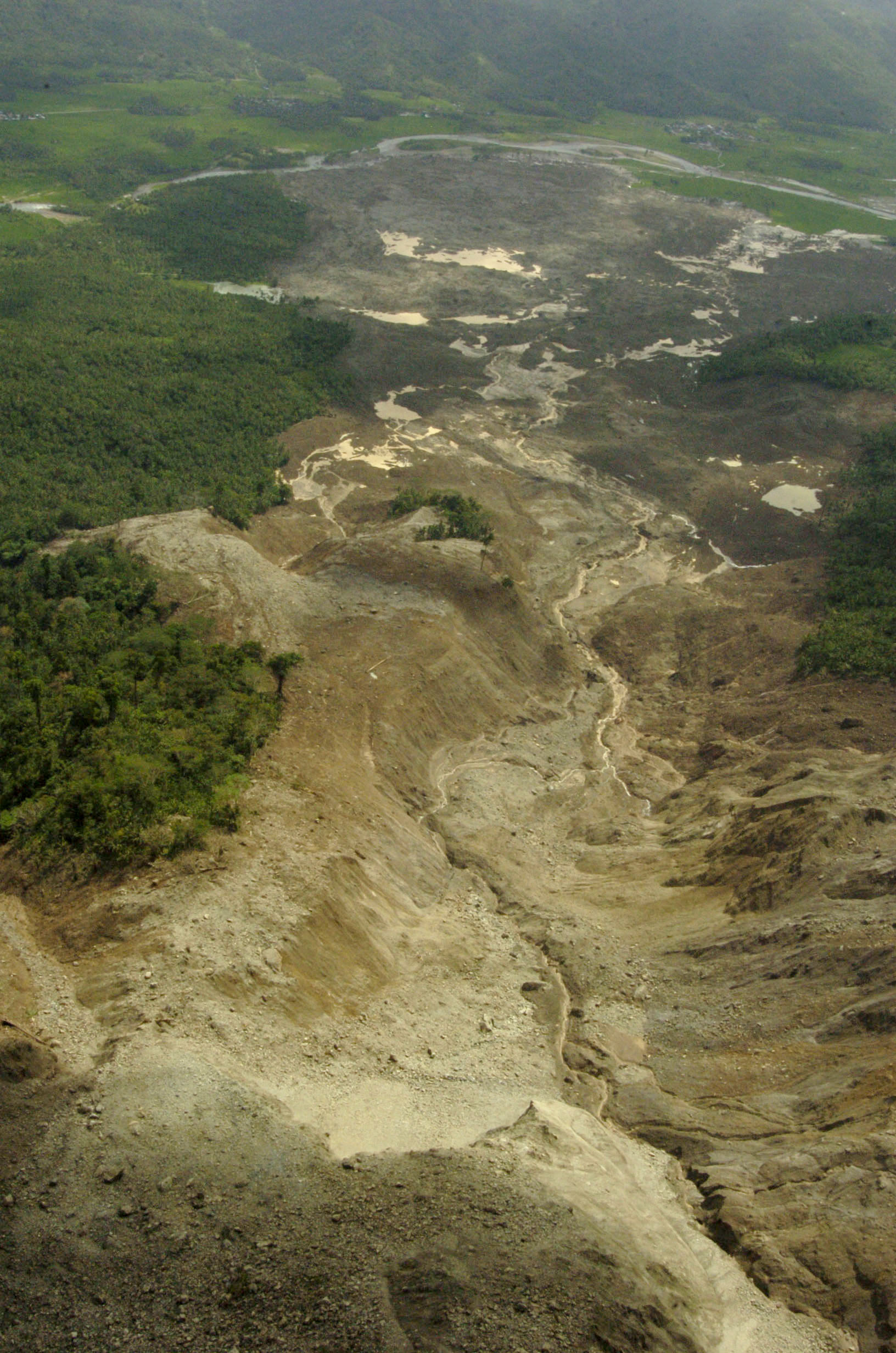
2006: Erdrutsch in Southern Leyte

- 2006: Ein Erdrutsch zerstört Teile der philippinischen Gemeinde Saint Bernard in der Provinz Southern Leyte und fordert 1.126 Tote.

Kleinere Unglücksfälle sind in den Unterartikeln von Katastrophe und in der Liste von Katastrophen aufgeführt.

### Sport
- 1924: In Miami, Florida, schwimmt Johnny Weissmüller mit 57,4 Sekunden einen neuen Weltrekord über 100 m Freistil.
- 1996: In Philadelphia endet der seit 10. Februar laufende Schachwettkampf zwischen Schachweltmeister Garri Kasparow und dem Supercomputer Deep Blue mit einem 4:2-Sieg zu Gunsten Kasparows.
- 2019: Bei der alpinen Ski-WM 2019 im schwedischen Åre holt der Österreicher Marcel Hirscher Gold im Slalom vor seinen Landsmännern Michael Matt und Marco Schwarz. Für Hirscher ist dies die siebte Goldmedaille und die elfte insgesamt bei alpinen Skiweltmeisterschaften, was ihn zum erfolgreichsten Skifahrer bei Weltmeisterschaften macht.

Einträge von Leichtathletik-Weltrekorden befinden sich unter der jeweiligen Disziplin unter Leichtathletik.

## Geboren

### Vor dem 18. Jahrhundert
- 1028: al-Dschuwainī, schafiitischer Rechtsgelehrter und aschʿaritischer Theologe
- 1192: Minamoto no Sanetomo, japanischer Dichter und dritter Shōgun des Kamakura-Shōgunats
- 1444: Rudolf Agricola, niederländischer Frühhumanist
- 1451: Raffaello Maffei, italienischer Theologe und Humanist
- 1490: Charles III. de Bourbon-Montpensier, französischer Heerführer, Herzog von Bourbon-Montpensier
- 1519: François de Lorraine, Herzog von Guise, französischer Heerführer und Staatsmann
- 1524: Charles de Lorraine-Guise, französischer Diplomat unter den Königen Heinrich II. und Franz II.
- 1530: Ludwig III. von Löwenstein, Graf von Löwenstein-Wertheim
- 1550: Philipp, Graf zu Hohenlohe-Neuenstein, General der Aufständischen im Achtzigjährigen Krieg
- 1561: Reinhard Scheffer der Jüngere, deutscher Jurist und Staatsmann
- 1571: Albert Hein der Ältere, deutscher Rechtswissenschaftler und Diplomat
- 1577: August, Herzog von Sachsen-Lauenburg
- 1582: Georg von Braunschweig und Lüneburg-Calenberg, Herzog der Fürstentümer Calenberg und Göttingen
- 1605: Luca Ferrari, italienischer Maler
- 1616: Matthias Abele von und zu Lilienberg, österreichischer Jurist und Schriftsteller
- 1643: Johann Friedrich Bachoff von Echt, deutscher Jurist, Hofbeamter und Staatsmann
- 1647: Johann Alexander Böner, Nürnberger Kupferstecher, Radierer, Zeichner und Kunsthändler

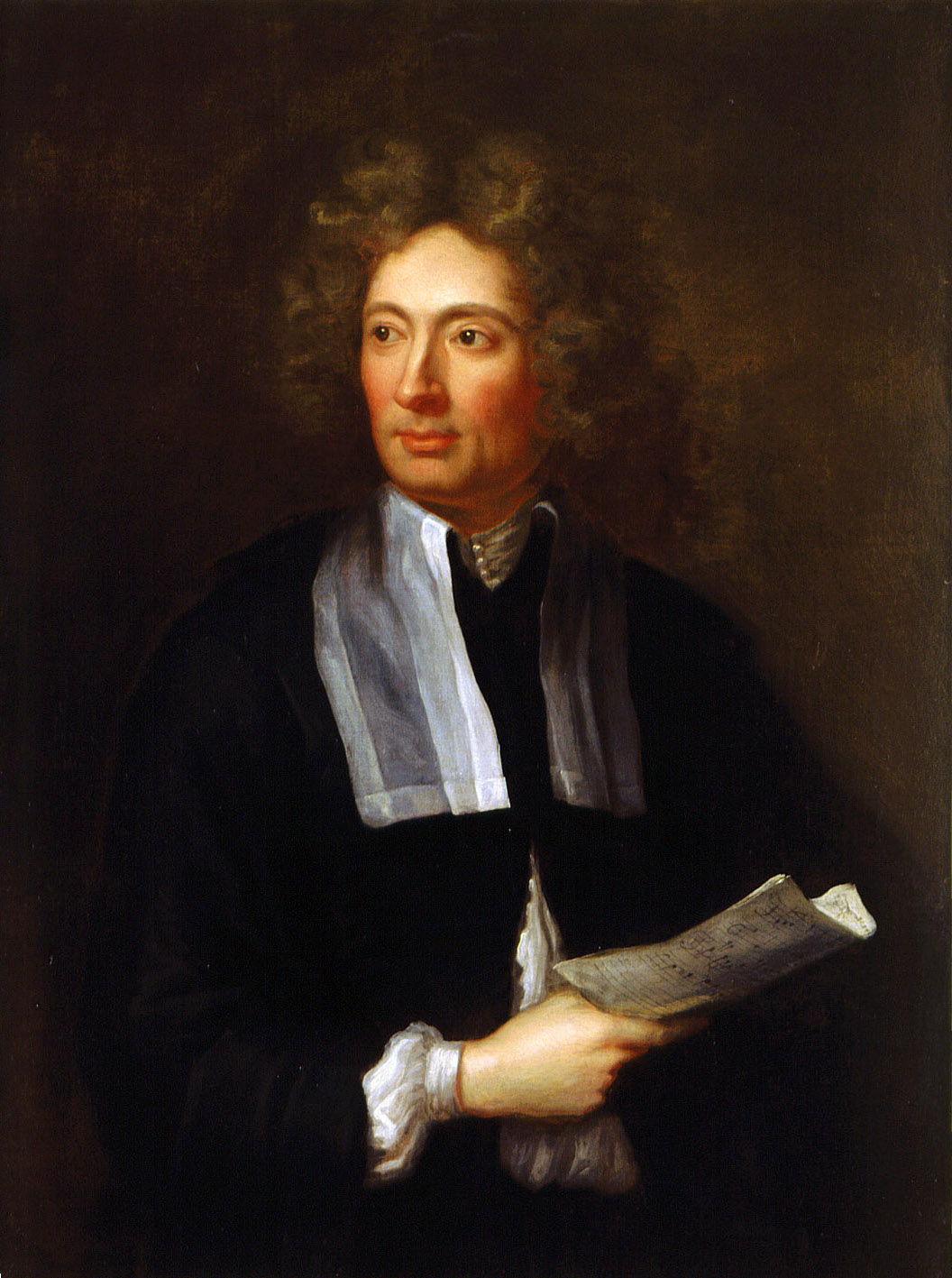
Arcangelo Corelli (* 1653)

- 1653: Arcangelo Corelli, italienischer Geiger und Komponist
- 1673: Archibald Hamilton, britischer Marineoffizier, Kolonialgouverneur und Politiker
- 1685: Johann Gottfried Gregorii alias Melissantes, deutscher Geograph und Universalgelehrter
- 1699: Georg Wenzeslaus von Knobelsdorff, deutscher Baumeister, Maler und Architekt in Preußen

### 18. Jahrhundert
- 1702: Hermann Werner von der Asseburg, kurkölnischer Premierminister
- 1704: Johann August von Sachsen-Gotha-Altenburg, deutscher Adeliger und Reichsgeneralfeldmarschall
- 1715ː Maria Christine Koch, deutsche Dichterin
- 1717: Adam Friedrich Oeser, deutscher Maler und Bildhauer
- 1718: Matthew Tilghman, Delegierter von Maryland im Kontinentalkongress
- 1723: François Louis de Bons, Schweizer evangelischer Geistlicher und Hochschullehrer
- 1723: Tobias Mayer, deutscher Kartograf, Geograf, Mathematiker und Astronom
- 1728: Pietro Bardellino, italienischer Maler des Barock
- 1734: Johann Balthasar Hundeshagen, deutscher Jurist und Historiker
- 1738: Philipp von Gemmingen, fürstlich nassau-usingenscher Regierungsrat und sachsen-gothaischer Legationsrat beim Reichskammergericht in Wetzlar
- 1740: Horace-Bénédict de Saussure, Schweizer Naturforscher
- 1740: John Sullivan, US-amerikanischer General und Politiker
- 1744: Hans Wilhelm von Thümmel, Geheimrat, Minister und Diplomat in Sachsen-Gotha-Altenburg

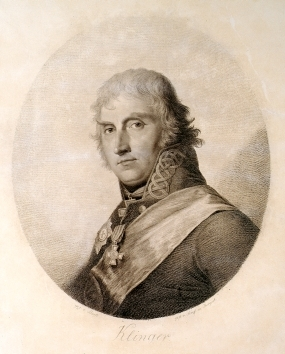
Friedrich Maximilian Klinger (* 1752)

- 1752: Friedrich Maximilian Klinger, deutscher Dichter und Dramatiker (Sturm und Drang)
- 1753: Heinrich Alken, deutscher Bildhauer und Maler
- 1754: Nicolas Baudin, französischer Forschungsreisender
- 1756: Johann Christian Gottlieb Ackermann, deutscher Arzt
- 1763: Aloys Joseph Adam, deutscher Jurist
- 1763: Christian Friedrich Möller, deutscher evangelischer Geistlicher, Schriftsteller und Historiker
- 1769: Carl Joseph Pratobevera, österreichischer Jurist
- 1770: David Stone, US-amerikanischer Politiker
- 1775: Heinrich Jacob Aldenrath, deutscher Miniaturmaler und Lithograf
- 1781: René Laënnec, französischer Arzt, Erfinder des Stethoskops
- 1782: Fjodor Iwanowitsch Tolstoi, russischer Armeeoffizier, Abenteurer und Duellant
- 1791: Karl Philipp Friedrich Arnsperger, badischer Forstbeamter
- 1794: Heinrich Eduard Schmieder, deutscher Theologe und Ehrenbürger Wittenbergs
- 1796: Frederick William Beechey, britischer Seeoffizier, Polarforscher, Politiker und Geograph
- 1796: Philipp Franz von Siebold, deutscher Arzt, Japan- und Naturforscher, Ethnologe, Pflanzensammler und Botaniker
- 1799: Carl Julian von Graba, königlich dänischer Justizrat
- 1800: Franz Peter Adams, deutscher Rechtsanwalt

### 19. Jahrhundert

#### 1801–1850
- 1801: August von Voit, deutscher Architekt
- 1803: Lockroy, französischer Librettist und Schauspieler
- 1803: Edgar Quinet, französischer Schriftsteller und Historiker
- 1804: Samuel Read Anderson, US-amerikanischer Brigadegeneral
- 1807: Ignatius Brjantschaninow, russischer Ingenieur, Priestermönch, Bischof von Stawropol
- 1807: William L. Dayton, US-amerikanischer Politiker
- 1809: Adolphe Claire Le Carpentier, französischer Musikpädagoge und Komponist
- 1810: Alois Hörbiger, österreichischer Orgelbauer
- 1814: Hermann Koch, deutscher Geheimer Bergrat und Vater von Robert Koch
- 1816: Francisco Adolfo de Varnhagen, brasilianischer Historiker und Diplomat
- 1817: Christoph Moufang, deutscher Priester, Theologe, Politiker, MdR, Diözesanadministrator des Bistums Mainz
- 1819: Philipp Jaffé, deutscher Mediävist und Philologe
- 1819: Joseph Merklin, deutscher Orgelbauer
- 1819: Max Schneckenburger, deutscher Dichter (Die Wacht am Rhein)
- 1820: Elzéar-Alexandre Taschereau, kanadischer Priester, Erzbischof von Québec, erster kanadischer Kardinal
- 1820: Henri Vieuxtemps, belgischer Komponist und Violinist

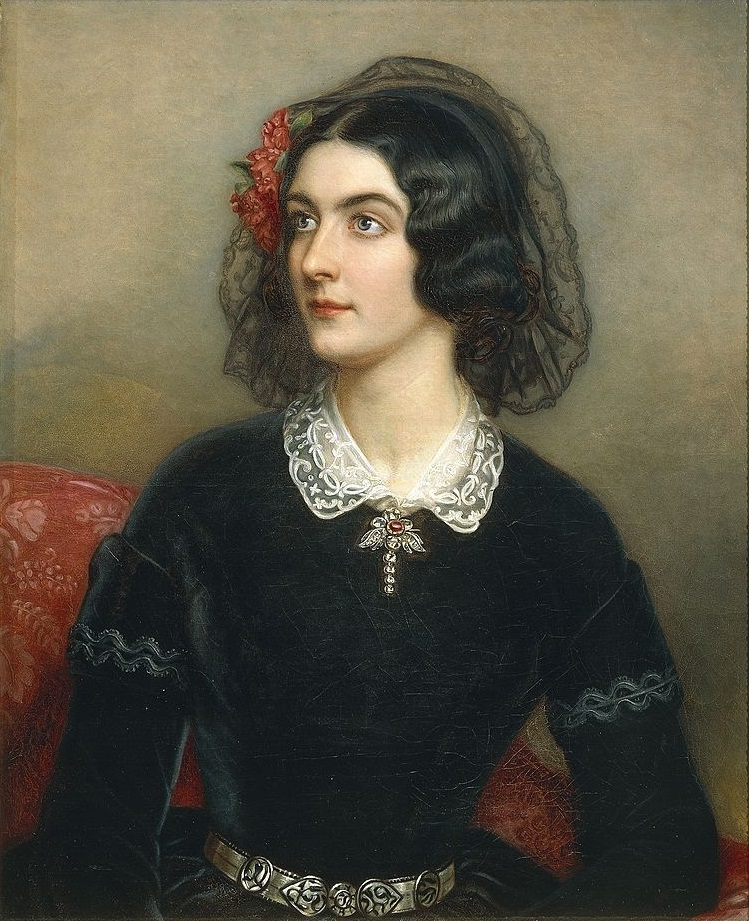
Lola Montez (* 1821)

- 1821: Lola Montez, irische Tänzerin und Geliebte König Ludwigs I. von Bayern
- 1822: Srpuhi Nschan Kalfayan, armenische Ordensgründerin
- 1822: Georg Weerth, deutscher Kaufmann und Schriftsteller
- 1825: Josepha Reh, bayerische Dienstbotin und Modehändlerin
- 1825: Albrecht Weber, deutscher Indologe und Historiker
- 1826: Adam Krolczyk, deutscher evangelischer Missionar in China
- 1826: Carl Stölzel, deutscher Chemiker
- 1827: Georg von Liebig, deutscher Mediziner und Klimatologe
- 1827: Maria Francesca Rossetti, britische Autorin
- 1830: Gerard Krefft, deutscher Zoologe und Paläontologe in Australien
- 1833: Johann Hinrich Angelbeck, deutscher Politiker
- 1836: Gustavo Adolfo Bécquer, spanischer Schriftsteller
- 1836: Franz Hipler, deutscher Historiker, Theologe, Regens und Professor
- 1837: Wilhelm Asmus, deutscher Schriftsteller
- 1838: Friedrich Konrad Beilstein, deutsch-russischer Chemiker
- 1838: Emerich von Stadion, österreichischer Schriftsteller
- 1842: August von Schroeder, preußischer Generalmajor
- 1845: Antonia Maria von Portugal, Infantin von Portugal und Prinzessin von Braganza, Sachsen-Coburg und Gotha
- 1847: Otto Albert Blehr, norwegischer Politiker
- 1847: Charles Webster Leadbeater, britischer Priester, Theosoph und Okkultist
- 1847: Alice von Rothschild, deutsche Botanikerin
- 1847: Ida Sträuli-Knüsli, Schweizer Frauenrechtlerin und Gründerin des Frauenbunds Winterthur
- 1848: Albert Gustaf Dahlman, schwedischer Scharfrichter
- 1848: Louisa Lawson, australische Schriftstellerin, Herausgeberin, Suffragette und Feministin

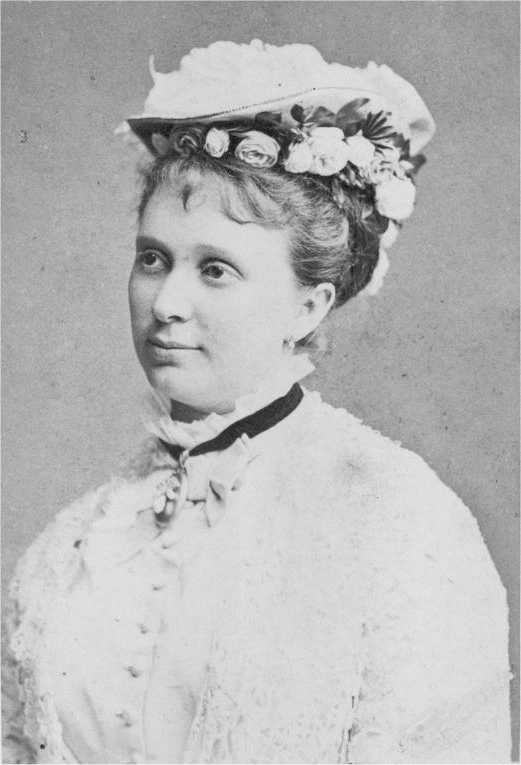
Mathilde Mallinger (* 1847)

- 1848: Mathilde Mallinger, österreichische Opernsängerin und Gesangspädagogin
- 1850: Alexander Mell, deutscher Blindenlehrer

#### 1851–1900
- 1854: Friedrich Alfred Krupp, deutscher Industrieller und Politiker, MdR
- 1855: Beauchamp Duff, britischer General
- 1855: Otto Liman von Sanders, preußischer General und osmanischer Marschall
- 1855: Dmitri Seliwanow, russischer Mathematiker
- 1857: Johannes Abromeit, deutscher Botaniker
- 1858: Vincenzo Ferroni, italienischer Komponist und Musikpädagoge
- 1859: Peter Dybwad, deutscher Architekt norwegischer Herkunft
- 1861: Karl Adrian, österreichischer Heimatforscher
- 1862: Mori Ōgai, japanischer Arzt, Romanautor und Übersetzer
- 1864: Andrew Barton Paterson, australischer Jurist, Schriftsteller und Journalist
- 1864: Georg Wassilko von Serecki, österreichisch-rumänischer Politiker, Landeshauptmann des Herzogtums Bukowina
- 1865: Karl Schilling, deutsch-baltischer Pastor und evangelischer Märtyrer
- 1865: Ernst Troeltsch, deutscher Theologe, Kulturphilosoph und Politiker
- 1866: Henry Hollis Horton, US-amerikanischer Rechtsanwalt und Politiker, Gouverneur von Tennessee
- 1872: Wilhelm Kaufmann, deutscher Kunstturner
- 1875: Adolph Weber, deutscher Kunstturner
- 1876: Hans Bernoulli, Schweizer Architekt und Professor

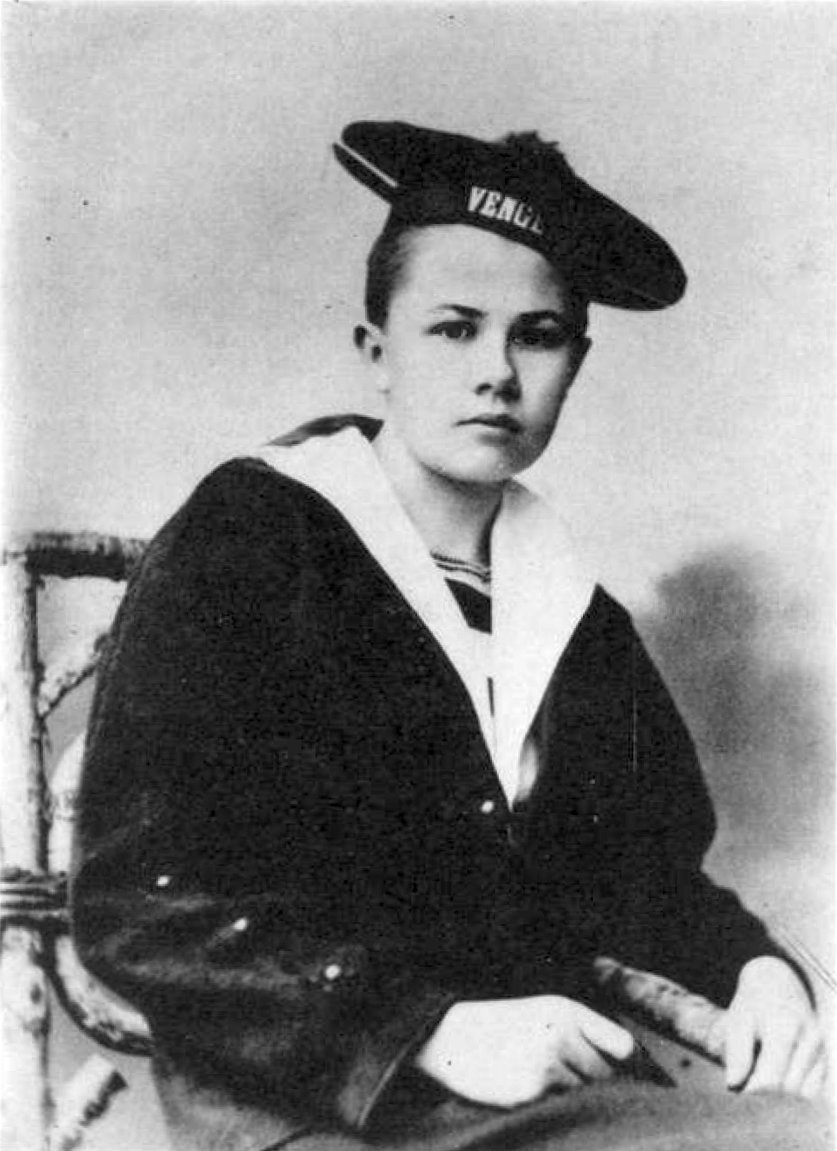
Isabelle Eberhardt (* 1877)

- 1877: Isabelle Eberhardt, Schweizer Entdeckerin und Reiseschriftstellerin
- 1877: André Maginot, französischer Politiker
- 1879: Alfred Kowalsky, luxemburgischer Komponist
- 1880: Tellos Agras, griechischer Offizier
- 1880: Gustav Wilhelm Berringer, deutscher Architekt
- 1882: Kurt Schindler, deutsch-US-amerikanischer Dirigent und Komponist
- 1884: Reinier Beeuwkes, niederländischer Fußballspieler
- 1885: Ernst Altstaedt, deutscher Internist
- 1885: Ignacio Antinori, italo-amerikanischer Mobster

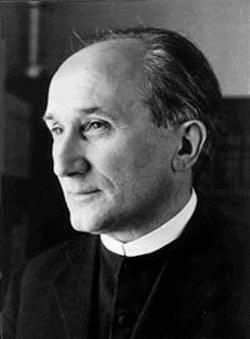
Romano Guardini (* 1885)

- 1885: Romano Guardini, deutscher Priester, Religionsphilosoph und Theologe
- 1886: Anton Hörburger, niederländischer Fußballspieler
- 1886: Arnold Hörburger, niederländischer Fußballspieler
- 1886: Eduard Stadtler, deutscher Publizist und Politiker, MdR, Gründer antikommunistischer Organisationen, Anstifter zu den Morden an Liebknecht und Luxemburg
- 1886: Erich Zeigner, deutscher Politiker, Ministerpräsident von Sachsen, Oberbürgermeister von Leipzig
- 1887: Willy Bardas, österreichischer Pianist und Musikpädagoge
- 1887: Joseph Bech, Luxemburger Politiker und Staatsmann, Premierminister, einer der Gründerväter der Europäischen Gemeinschaften
- 1887: Maurice Cappé, französischer Autorennfahrer
- 1887: Leevi Madetoja, finnischer Komponist
- 1888: Ronald Arbuthnott Knox, britischer Theologe, Satiriker und Kriminalschriftsteller

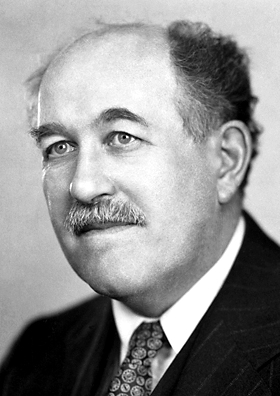
Otto Stern (* 1888)

- 1888: Otto Stern, deutsch-US-amerikanischer Physiker, Nobelpreisträger
- 1888: Ludwig Weinacht, deutscher Ruderer
- 1889: Aline Bußmann, deutsche Schauspielerin, Hörspielsprecherin und Publizistin
- 1889: Haroldson Hunt, US-amerikanischer Ölmilliardär
- 1890: Ronald Aylmer Fisher, britischer Genetiker, Evolutionstheoretiker und Statistiker
- 1891: Georg Britting, deutscher Schriftsteller
- 1891: Wilhelm Brülle, deutscher Turner
- 1891: Willi Fick, deutscher Fußballspieler
- 1891: Adolf Abraham Halevi Fraenkel, deutsch-israelischer Mathematiker
- 1892: Hans Beckers, deutscher Pazifist

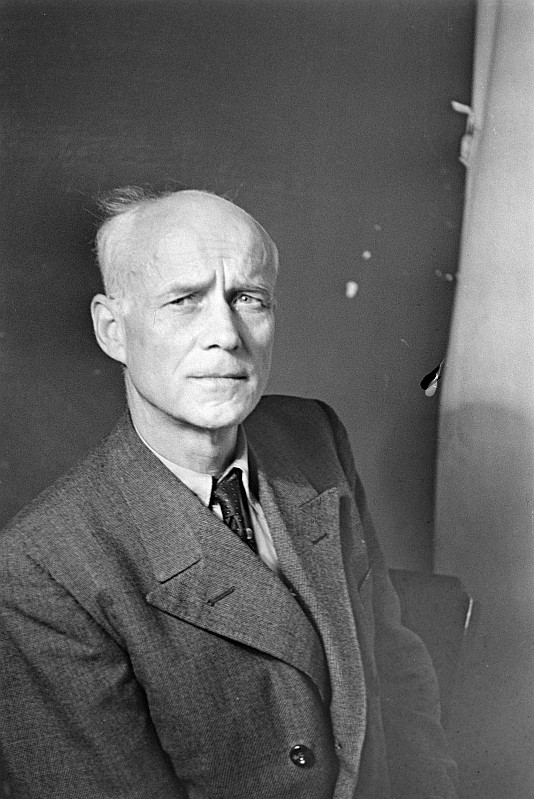
Theodor Plievier (* 1892)

- 1892: Theodor Plievier, deutscher Schriftsteller
- 1892: Jossyf Slipyj, ukrainischer Erzbischof von Lemberg, Patriarch der ukrainischen griechisch-katholischen Kirche und Kardinal der römisch-katholischen Kirche
- 1893: Eduard Ege, deutscher Maler, Graphiker und Holzschneider. Entwarf u. a. das Signet der Deutschen Bundesbahn.
- 1893: Theobald Schrems, deutscher Geistlicher, Kirchenmusiker und Begründer des Musikgymnasiums der Regensburger Domspatzen
- 1898: Bruno Leddin, deutscher Politiker, MdL, MdB
- 1899: Karl Adam, deutscher Jurist und Kreishauptmann
- 1899: Walter Felicetti-Liebenfels, österreichischer Kunsthistoriker

### 20. Jahrhundert

#### 1901–1925
- 1901: Kajii Motojirō, japanischer Schriftsteller
- 1902: Lojze Bratuž, slowenischer Chorleiter und Komponist
- 1904: Fritz Behn, deutscher Kommunist und Widerstandskämpfer gegen den Nationalsozialismus
- 1904: Philippe de Gunzburg, französischer Widerstandskämpfer und Autorennfahrer
- 1904: Hans Morgenthau, deutscher Jurist und Politikwissenschaftler
- 1905: Eric Fernihough, britischer Motorradrennfahrer
- 1905: Rózsa Péter, ungarische Mathematikerin
- 1907: Jewgeni Michailowitsch Abalakow, sowjetischer Bergsteiger
- 1907: Gerhard Hirschfelder, deutscher römisch-katholischer Priester, Widerstandskämpfer gegen den Nationalsozialismus und Märtyrer
- 1907: Eduard Mückenhausen, deutscher Bodenkundler
- 1907: Julián Soler, mexikanischer Schauspieler und Regisseur
- 1908: Georges Dancigers, russisch-französischer Filmproduzent
- 1908: Charles Plantivaux, französischer Autorennfahrer

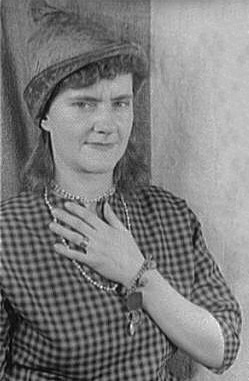
Gertrude Abercrombie (* 1909)

- 1909: Gertrude Abercrombie, US-amerikanische Künstlerin
- 1910: Mike Austin, US-amerikanischer Golfspieler und -lehrer
- 1910: Dallas Bixler, US-amerikanischer Turner, Olympiasieger
- 1910: Gerd Hornberger, deutscher Leichtathlet, Olympiamedaillengewinner
- 1910: Victor Maag, Schweizer evangelischer Geistlicher und Hochschullehrer
- 1910: Alfred Mendelsohn, rumänischer Komponist
- 1912: Peter Mosbacher, deutscher Schauspieler
- 1912: Andre Norton, US-amerikanische Schriftstellerin
- 1913: René Leibowitz, französischer Dirigent und Musikpädagoge, Schriftsteller und Komponist
- 1914: Julia de Burgos, puerto-ricanische Lyrikerin und Dichterin
- 1914: Arthur Kennedy, US-amerikanischer Schauspieler
- 1914: Johannes Christiaan Mari Hattinga Verschure, niederländischer Mediziner und Chemiker
- 1914: René Vietto, französischer Radrennfahrer
- 1915: Karl Herbolzheimer, deutscher Handballtorwart
- 1915: Homer Keller, US-amerikanischer Komponist und Musikpädagoge
- 1916: Raf Vallone, italienischer Schauspieler und Fußballspieler
- 1918: Paul Huber, Schweizer Komponist
- 1918: Leila Mourad, ägyptische Filmschauspielerin und Sängerin
- 1919: Joseph Hunt, US-amerikanischer Tennisspieler

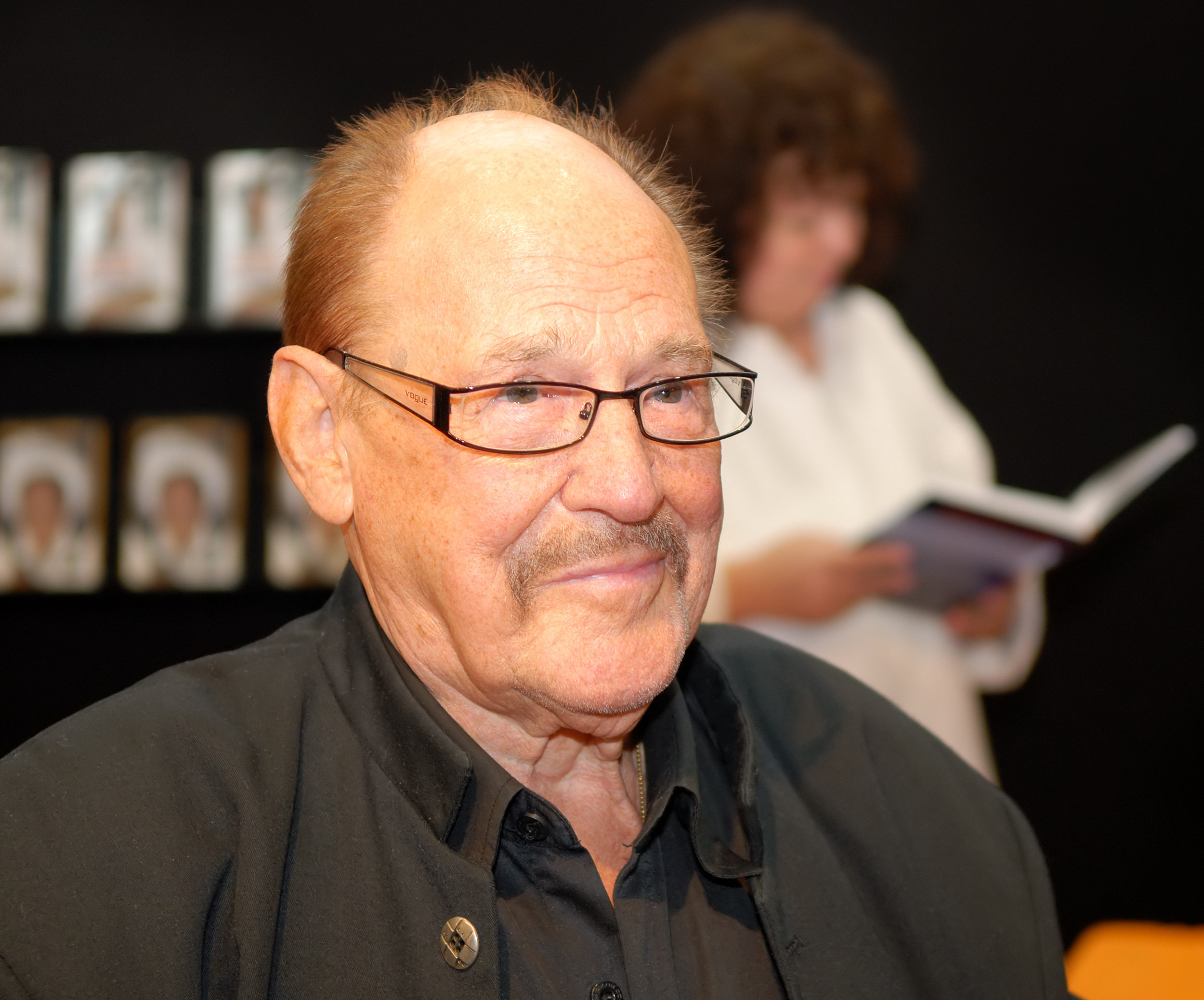
Herbert Köfer (* 1921)

- 1921: Herbert Köfer, deutscher Schauspieler, Moderator, Hörspiel- und Synchronsprecher
- 1921: Schnuckenack Reinhardt, deutscher Jazzmusiker
- 1922: Tommy Edwards, US-amerikanischer Sänger
- 1922: Franz Fedier, deutsch-schweizerischer Maler
- 1922 Oscar Plattner, Schweizer Radrennfahrer
- 1923: Buddy DeFranco, US-amerikanischer Jazzklarinettist
- 1923: Kathleen Freeman, US-amerikanische Schauspielerin
- 1923: Abdel Rahman Hafez, ägyptischer Basketballspieler
- 1923: Kihachi Okamoto, japanischer Filmregisseur
- 1924: Esther Betz, deutsche Verlegerin
- 1924: Buddy Jones, US-amerikanischer Jazzbassist
- 1925: Ron Goodwin, britischer Filmkomponist
- 1925: Hal Holbrook, US-amerikanischer Schauspieler
- 1925ː Rosl Zapf, österreichische Opernsängerin

#### 1926–1950
- 1926: Friedrich Cerha, österreichischer Komponist und Dirigent
- 1926: John Meyendorff, russischer Theologe

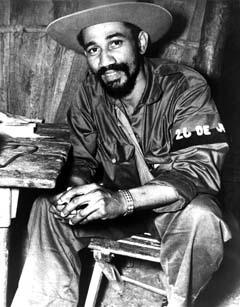
Juan Almeida (* 1927)

- 1927: Juan Almeida, kubanischer Revolutionär und Politiker
- 1927: Ernesto Garzón Valdés, argentinisch-deutscher Rechtsphilosoph
- 1927: Pentti Isotalo, finnischer Eishockeyspieler und -schiedsrichter
- 1928: Trevor Kaine, australischer Politiker
- 1928: Walther Busse von Colbe, deutscher Betriebswirtschaftler
- 1928: Beverly Willis, US-amerikanische Architektin
- 1929: Jean-Marie Dumazer, französischer Autorennfahrer
- 1929: Chaim Potok, US-amerikanischer Schriftsteller und Rabbi
- 1929: Alejandro Jodorowsky, chilenischer Regisseur und Produzent
- 1930: Ruth Rendell, britische Schriftstellerin
- 1931: Erich Sauer, deutscher Bildhauer
- 1932: Alexander Jakowlewitsch Askoldow, russischer Filmregisseur und Schriftsteller
- 1933: Karl S. Guthke, deutsch-US-amerikanischer Germanist
- 1934: Alfred Aichinger, österreichischer Sozialversicherungsangestellter und Politiker
- 1934: Alan Bates, britischer Schauspieler
- 1934: Frederik Hetmann, deutscher Schriftsteller
- 1934: Barry Humphries, australischer Komiker, Satiriker und Charakterdarsteller
- 1935: Gene Gossage, US-amerikanischer American-Football-Spieler
- 1935: Friedrich Kambartel, deutscher Philosoph
- 1935: Wolf-Dietrich Speck von Sternburg, deutscher Hotelier und Kunstmäzen
- 1936: Jim Brown, US-amerikanischer Footballspieler und Schauspieler
- 1936: Johann Attenberger, deutscher Motorradrennfahrer
- 1936: José Luis Serna Alzate IMC, kolumbianischer Altbischof
- 1937: Willi Koslowski, deutscher Fußballspieler

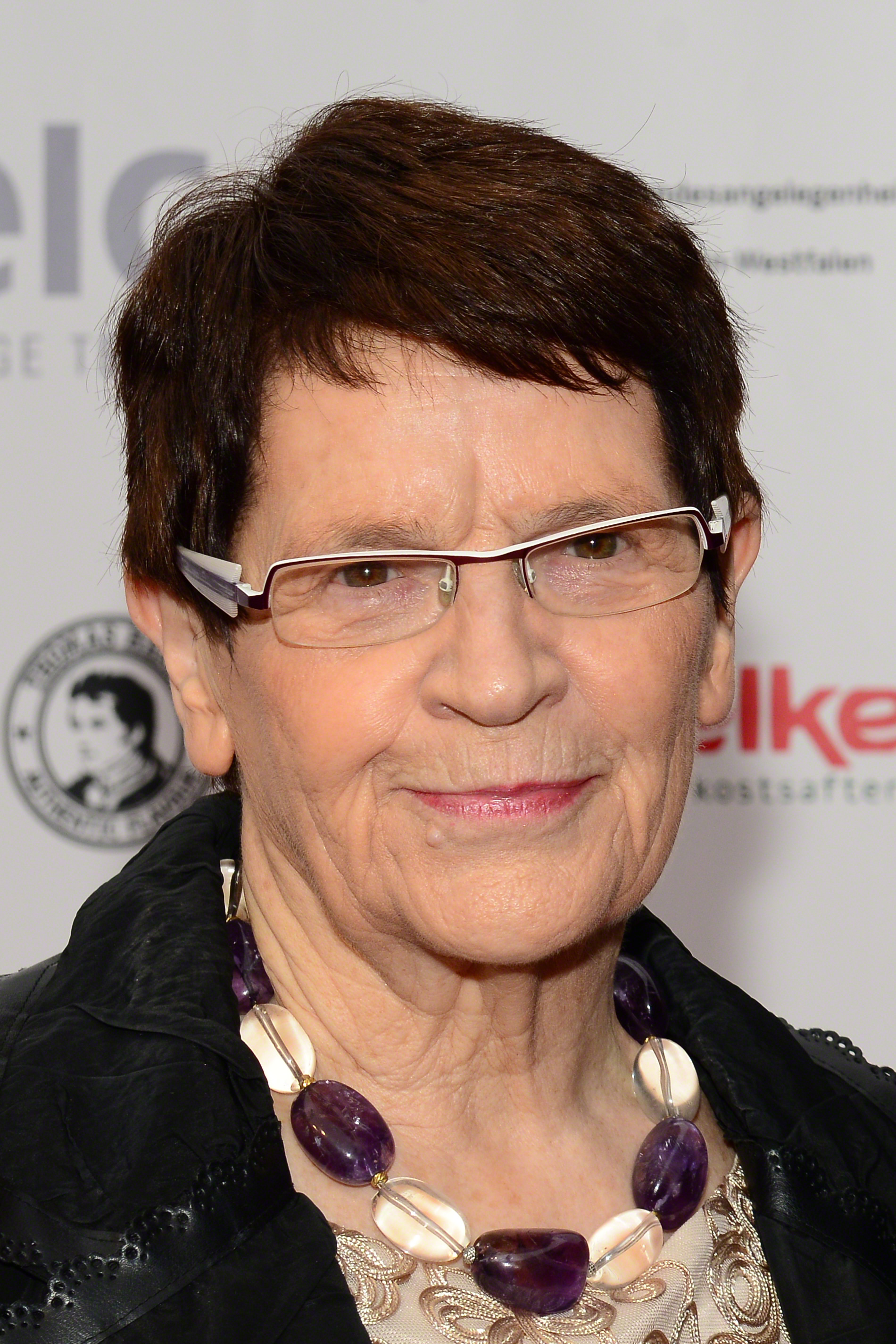
Rita Süssmuth (* 1937)

- 1937: Rita Süssmuth, deutsche Politikerin, MdB, Bundesministerin, Präsidentin des Deutschen Bundestages
- 1939: Roy Addison, britischer Boxer
- 1940: Karl Hermann Haack, deutscher Politiker, MdB
- 1940: Winfried Hassemer, deutscher Strafrechtswissenschaftler, Vizepräsident des Bundesverfassungsgerichts
- 1940: Willi Holdorf, deutscher Leichtathlet, Olympiasieger
- 1940: Christopher Newman, US-amerikanischer Tontechniker
- 1940: Gene Pitney, US-amerikanischer Sänger und Songschreiber
- 1940: Eckart Werthebach, deutscher Politiker, Innensenator, Präsident des Bundesamtes für Verfassungsschutz
- 1941: Heidi Biebl, deutsche Skirennläuferin, Olympiasiegerin
- 1941: Ruedi Lüthy, Schweizer Mediziner
- 1941: Julia McKenzie, britische Schauspielerin, Sängerin und Regisseurin
- 1942: Heinrich Breloer, deutscher Filmregisseur
- 1942: Dieter Laser, deutscher Schauspieler
- 1942: John Morton, US-amerikanischer Autorennfahrer
- 1942: Klaus Weiss, deutscher Jazz-Schlagzeuger
- 1942: Konrad Weiß, deutscher Filmregisseur, Publizist, DDR-Bürgerrechtler, MdB
- 1943: Raymond Hugh Austin, britisch-deutscher Musiker
- 1943: Hans-Artur Bauckhage, deutscher Politiker, MdL, Landesminister
- 1943: Gero Erhardt, deutscher Regisseur und Drehbuchautor, Kameramann und Produzent
- 1943: Barbara Nüsse, deutsche Schauspielerin
- 1944: Freddy Ginebra, dominikanischer Kulturmanager, Schriftsteller und Journalist
- 1944: Karl Jenkins, britischer Keyboarder und Oboist, Saxofonist und Komponist
- 1945: Peter Angermann, deutscher Maler

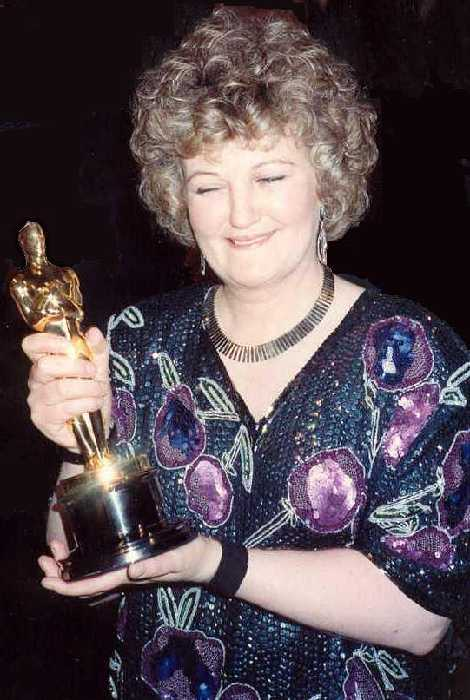
Brenda Fricker (* 1945)

- 1945: Brenda Fricker, irische Schauspielerin
- 1945: Jung Myung-seok, südkoreanischer Sektenführer
- 1946: Dodie Stevens, US-amerikanischer Kinderstar
- 1946: Werner Tschannen, Schweizer Fußballtorhüter
- 1946: Wolfgang Wiegard, deutscher Professor für Volkswirtschaftslehre, Vorsitzender der fünf Wirtschaftsweisen
- 1947: Peter Freiburghaus, Schweizer Schauspieler, Regisseur und Autor
- 1948: Anne Lonnberg, US-amerikanische Schauspielerin
- 1948ː Susan Beth Pfeffer, US-amerikanische Autorin
- 1949: Doyle Bramhall, US-amerikanischer Bluesrockgitarrist, -sänger und -schlagzeuger
- 1949: Fred Frith, britischer Komponist, Improvisator und Hochschullehrer
- 1949: Lúcia Mendonça Previato, brasilianische Biologin
- 1949: Monika Weisberg-Schwarz, deutsche Juristin, Richterin und Gerichtspräsidentin
- 1949: Ady Zehnpfennig, deutscher Musiker
- 1950: Fritz Amann, österreichischer Politiker
- 1950: Wolfgang Hofer, österreichischer Schlagersänger, Komponist und Liedtexter
- 1950: Ingrid Schubert, österreichische Politikerin

#### 1951–1975
- 1951: Roland Collombin, Schweizer Skirennläufer
- 1951: Bernd Haunfelder, deutscher Historiker und Publizist
- 1952: Karin Büttner-Janz, deutsche Kunstturnerin und Medizinerin, Olympiasiegerin
- 1952: Peter Freund, deutscher Schriftsteller
- 1952: Ludger Volmer, deutscher Politiker, MdB
- 1953: Thom Åhlund, schwedischer Fußballspieler
- 1953: Bernard Chauvin, französischer Autorennfahrer
- 1953: Alexandra Dinges-Dierig, deutsche Politikerin, MdL, Senatorin
- 1953: Alar Kivilo, kanadischer Kameramann
- 1953: Bruno Liberda, österreichischer Komponist
- 1953: Steve Millen, neuseeländischer Autorennfahrer
- 1954: Lou Ann Barton, US-amerikanische Bluessängerin
- 1954: Károly Eperjes, ungarischer Schauspieler
- 1954: Rene Russo, US-amerikanische Filmschauspielerin
- 1954: Helene Tursten, schwedische Schriftstellerin
- 1955: Tom Dodd-Noble, britischer Autorennfahrer

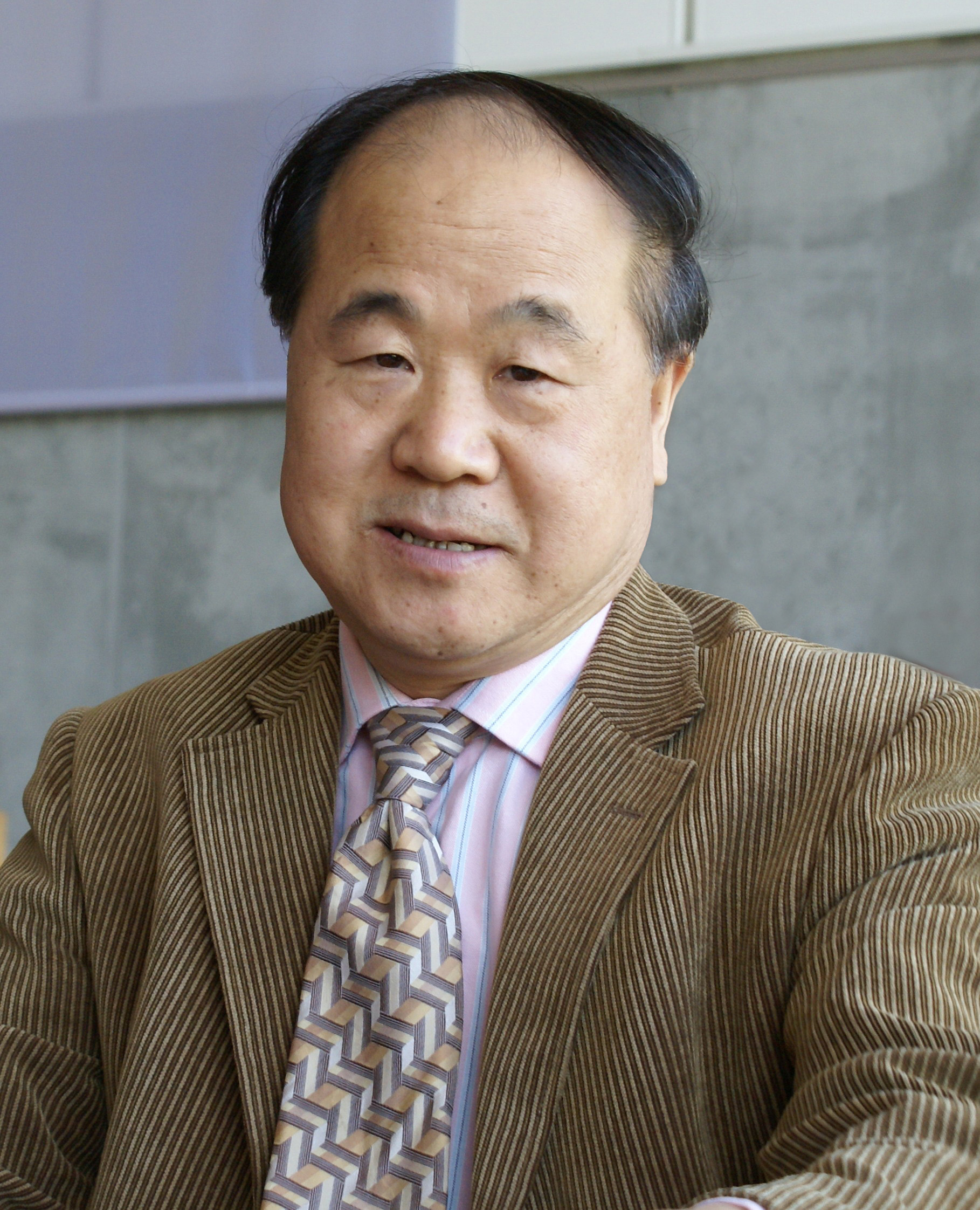
Mo Yan (* 1955)

- 1955: Mo Yan, chinesischer Schriftsteller, Nobelpreisträger
- 1956: Norberto do Amaral, osttimorischer Bischof von Maliana
- 1956: Stephan Hilsberg, deutscher Politiker, MdB
- 1956: Richard Karn, US-amerikanischer Schauspieler und Showmaster
- 1956: Malcolm Wilson, britischer Rallyefahrer und -teameigner
- 1957: Loreena McKennitt, kanadische Musikerin und Komponistin
- 1958: Josefa Andrés Barea, spanische Politikerin
- 1958: Guillaume de Posch, belgischer TV-Manager
- 1958: Claudia Schoppmann, deutsche Historikerin, LGBT-Aktivistin
- 1959: Mike Coughlan, britischer Rennwagenkonstrukteur in der Formel 1
- 1960: Johannes Gees, Schweizer Künstler
- 1960: Ulrich Oehme, deutscher Politiker
- 1960: Bernard Santal, Schweizer Autorennfahrer
- 1961: Olivier Charlier, französischer Geiger
- 1961: Angela Eagle, britische Politikerin
- 1961: Ariane Ehrat, Schweizer Skirennläuferin
- 1961: Guy McIntyre, US-amerikanischer American-Football-Spieler
- 1961: Andrei Witaljewitsch Korotajew, russischer Orientalist, Anthropologe, Historiker und Ökonom
- 1962: Serge Brammertz, belgischer Jurist
- 1962: Alison Hargreaves, schottische Bergsteigerin
- 1962: Lou Diamond Phillips, US-amerikanischer Schauspieler, Regisseur, Drehbuchautor und Filmproduzent
- 1963: Monica Äijä, schwedische Skirennläuferin
- 1963: Claudia Cormann, deutsche Journalistin, Politikerin (FDP) und Landtagsabgeordnete

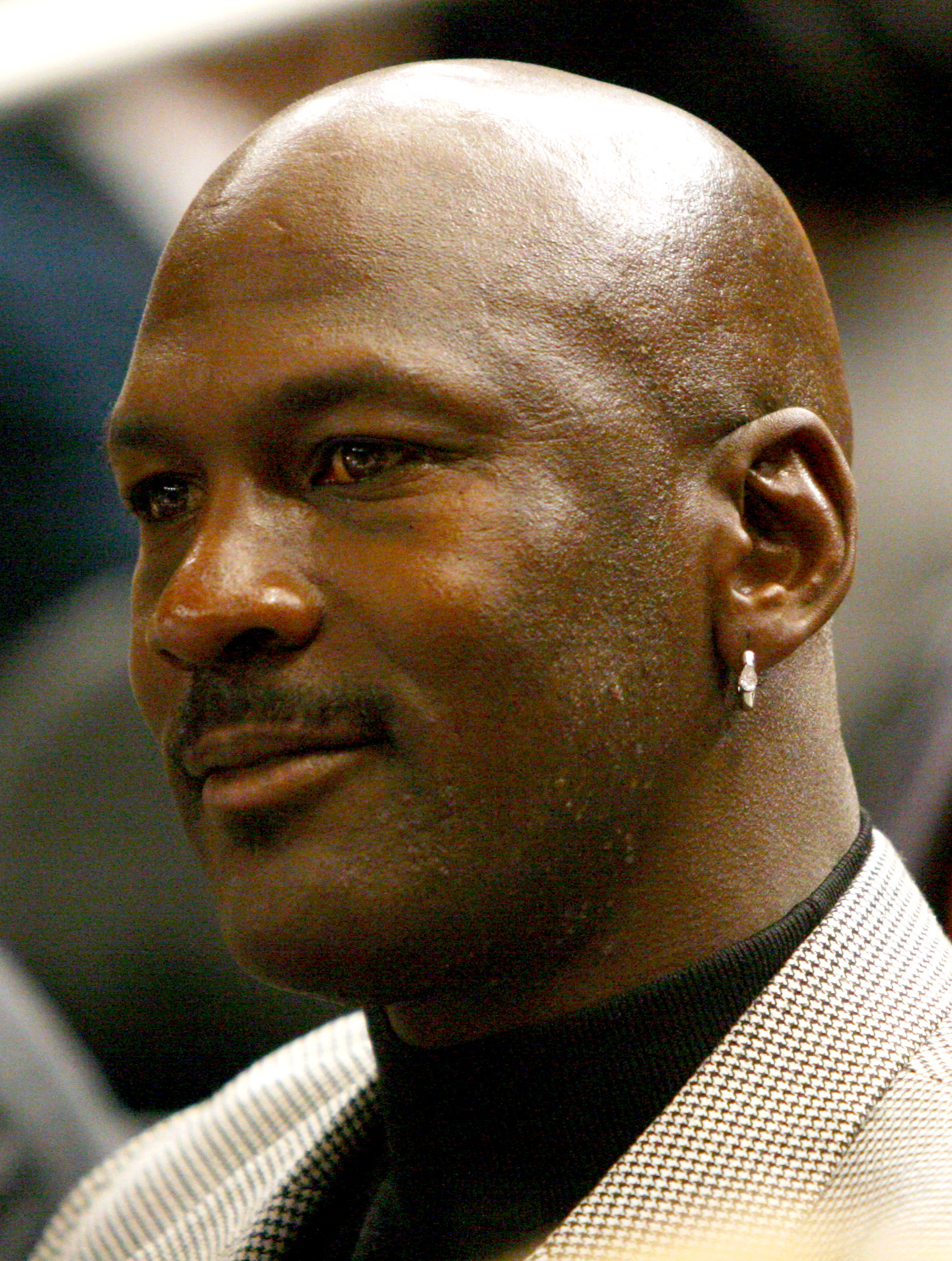
Michael Jordan (* 1963)

- 1963: Michael Jordan, US-amerikanischer Basketballspieler
- 1964: Jim Jordan, US-amerikanischer Politiker, Mitglied des US-Repräsentantenhauses
- 1965: Michael Bay, US-amerikanischer Regisseur und Produzent
- 1965: Volker Engel, deutscher Visual Effects-Supervisor und Filmproduzent
- 1965: Clayton Prince, US-amerikanischer Schauspieler
- 1966: Quorthon, schwedischer Musiker
- 1966: Atle Skårdal, norwegischer Skirennläufer
- 1967: Jewgeni Walerjewitsch Grischkowez, russischer Schriftsteller, Schauspieler und Regisseur
- 1968: Anke Domscheit-Berg, deutsche Publizistin und Politikerin
- 1968: Ellen Kießling, deutsche Leichtathletin
- 1968: Christian Neander, deutscher Gitarrist, Produzent und Komponist
- 1968: Sonja Northing, deutsche Politikerin
- 1968: Giuseppe Signori, italienischer Fußballspieler
- 1969: Željko Mavrović, kroatischer Boxer, Europameister
- 1970: Thomas Frischknecht, Schweizer Radrennfahrer
- 1970: Thomas Heatherwick, britischer Designer
- 1970: Tommy Moe, US-amerikanischer Skirennläufer
- 1970: Dominic Purcell, australischer Schauspieler
- 1970: Hiroaki Samura, japanischer Mangaka
- 1971: Hermann Achmüller, italienischer Langstreckenläufer
- 1971: Ludovic Auger, französischer Radrennfahrer
- 1971: Denise Richards, US-amerikanische Schauspielerin
- 1971: Ute van der Mâer, deutsche Komponistin, Musikpädagogin und Künstlerin
- 1972: Eugenio Amore, italienischer Beachvolleyballspieler
- 1972: Billie Joe Armstrong, US-amerikanischer Sänger und Gitarrist (Green Day)
- 1972: Jennifer Maria Ehnert, deutsche Schauspielerin und Model
- 1972: Taylor Hawkins, US-amerikanischer Schlagzeuger (Foo Fighters)
- 1972: Olaf Hilmer, deutscher Politiker
- 1972: Johnny Jensen, norwegischer Handballspieler
- 1972: Nani Roma, spanischer Motorradrennfahrer
- 1973: Stefan Kretzschmar, deutscher Handballspieler
- 1974: Edvin Marton, ungarischer Komponist und Geiger
- 1974: Jerry O’Connell, US-amerikanischer Schauspieler
- 1974: Bryan White, US-amerikanischer Country-Sänger
- 1975: Bülent Arslan, deutscher Politiker

#### 1976–2000
- 1976: Kelly Carlson, US-amerikanische Schauspielerin
- 1976: Benjamin-Immanuel Hoff, deutscher Politiker, MdL
- 1976: Almira Scripcenco, französische Schachspielerin
- 1976: Marco Seefried, deutscher Autorennfahrer
- 1976: Dov Zifroni, israelischer Schachspieler
- 1977: Wong Choong Hann, malaiischer Badmintonspieler
- 1977: Özgür Özata, deutsch-türkischer Schauspieler
- 1977: Scott Waites, englischer Dartspieler
- 1978: Mira Bartuschek, deutsche Schauspielerin
- 1978: Rory Kinnear, britischer Schauspieler
- 1978: Yariv Mozer, israelischer Drehbuchautor, Filmproduzent und Regisseur
- 1978: Nina Weisz, deutsche Schauspielerin
- 1979: Cara Black, simbabwische Tennisspielerin
- 1979: Karel Sedláček, tschechischer Dartspieler

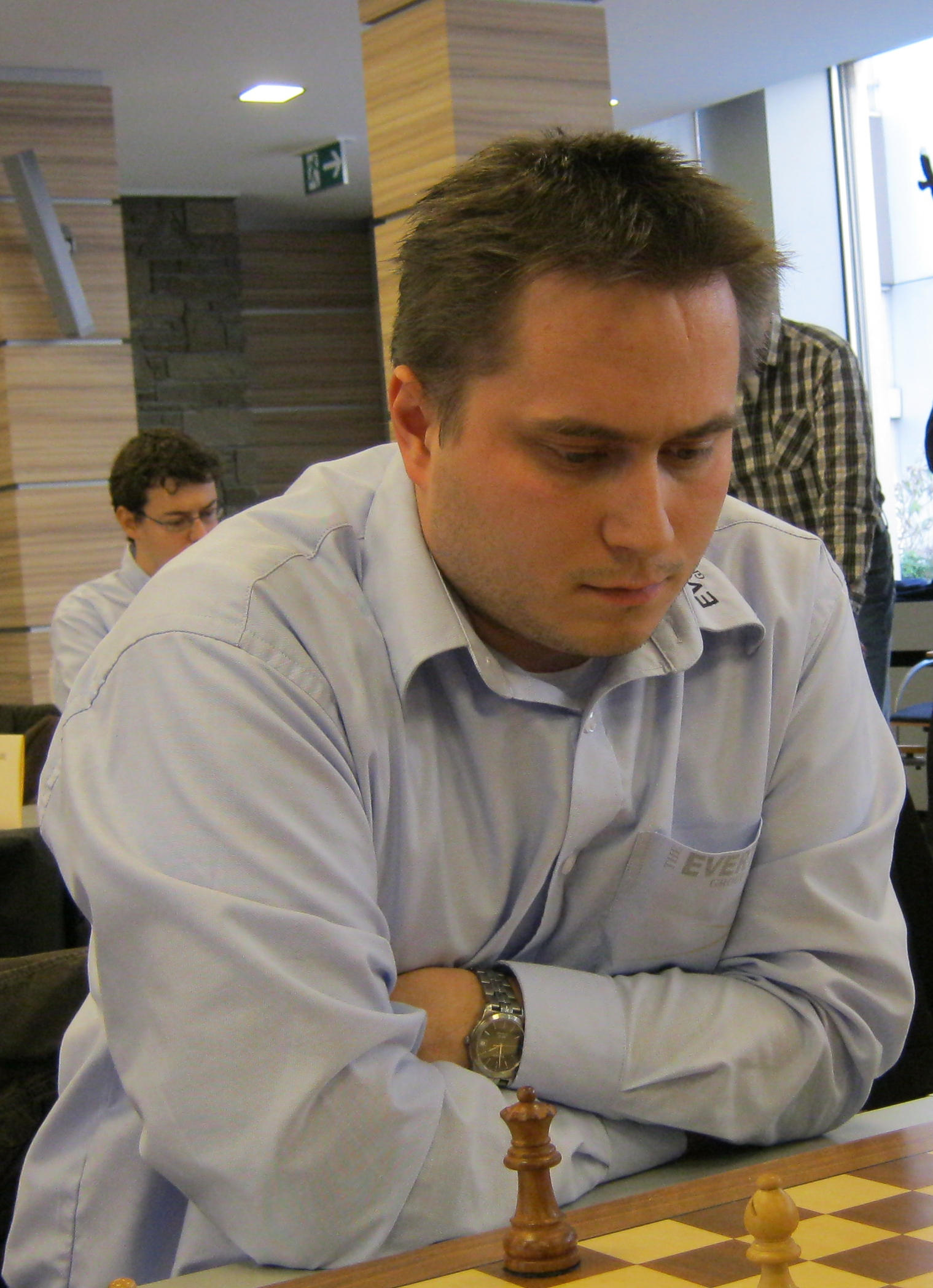
Alexander Naumann (* 1979)

- 1979: Alexander Naumann, deutscher Schachspieler
- 1980: Linor Abargil, israelisches Model und Miss World
- 1980: Eva Dyrberg, dänische Tennisspielerin
- 1980: Wolfgang Mair, österreichischer Fußballspieler
- 1980: Jason Ritter, US-amerikanischer Schauspieler
- 1981: Joseph Gordon-Levitt, US-amerikanischer Schauspieler
- 1981: Bernhard Eisel, österreichischer Radrennfahrer
- 1981: Lea Finn, deutsche Sängerin und Songschreiberin
- 1981: Paris Hilton, US-amerikanische Hotelerbin
- 1982: Adriano, brasilianischer Fußballspieler
- 1982: Timothée Atouba, kamerunischer Fußballspieler
- 1982: Brooke D’Orsay, kanadische Schauspielerin
- 1982: Nicolás Medina, argentinischer Fußballspieler
- 1982: Gustavo Sondermann, brasilianischer Rennfahrer
- 1983: Jonathan Grunwald, deutscher Politiker (CDU)
- 1983: Mario Karner, österreichischer Fußballspieler
- 1983: Poppy Morgan, britisches Model und Pornodarstellerin
- 1984: Álvaro Barba, spanischer Rennfahrer
- 1984: Sarah Bosetti, deutsche Autorin, Satirikerin, Komikerin und Moderatorin
- 1984: Ásgeir Örn Hallgrímsson, isländischer Handballspieler und -trainer
- 1984: Marcin Gortat, polnischer Basketballspieler
- 1984: Juliane Gramenz, deutsche Volleyballspielerin
- 1984: Stefan Jarosch, deutscher Fußballspieler
- 1985: Mario Bolatti, argentinischer Fußballspieler
- 1985: Julia Gronemann, deutsche Handballspielerin
- 1985: Anders Jacobsen, norwegischer Skispringer
- 1986: Nils-Ole Book, deutscher Fußballspieler
- 1986: Sandra Nilsson, schwedisches Model und Playmate
- 1986: Marko Stanković, österreichischer Fußballspieler
- 1987: Eliran Atar, israelischer Fußballspieler
- 1987: Jessy Atila, belgische Fußballspielerin
- 1987: Jan Molsen, deutscher Handballspieler
- 1988: Natascha Kampusch, österreichisches Entführungsopfer
- 1988: Kruttika Nadig, indische Schachspielerin
- 1989: Rebecca Adlington, britische Freistilschwimmerin
- 1989: Gökhan Gümüşsu, türkisch-deutscher Fußballspieler
- 1989: Marina Wladimirowna Sudakowa, russische Handballspielerin
- 1989: David Maneiro, andorranischer Fußballspieler
- 1989: Miguel Molina, spanischer Rennfahrer
- 1990: Leidy Solís, kolumbianische Gewichtheberin

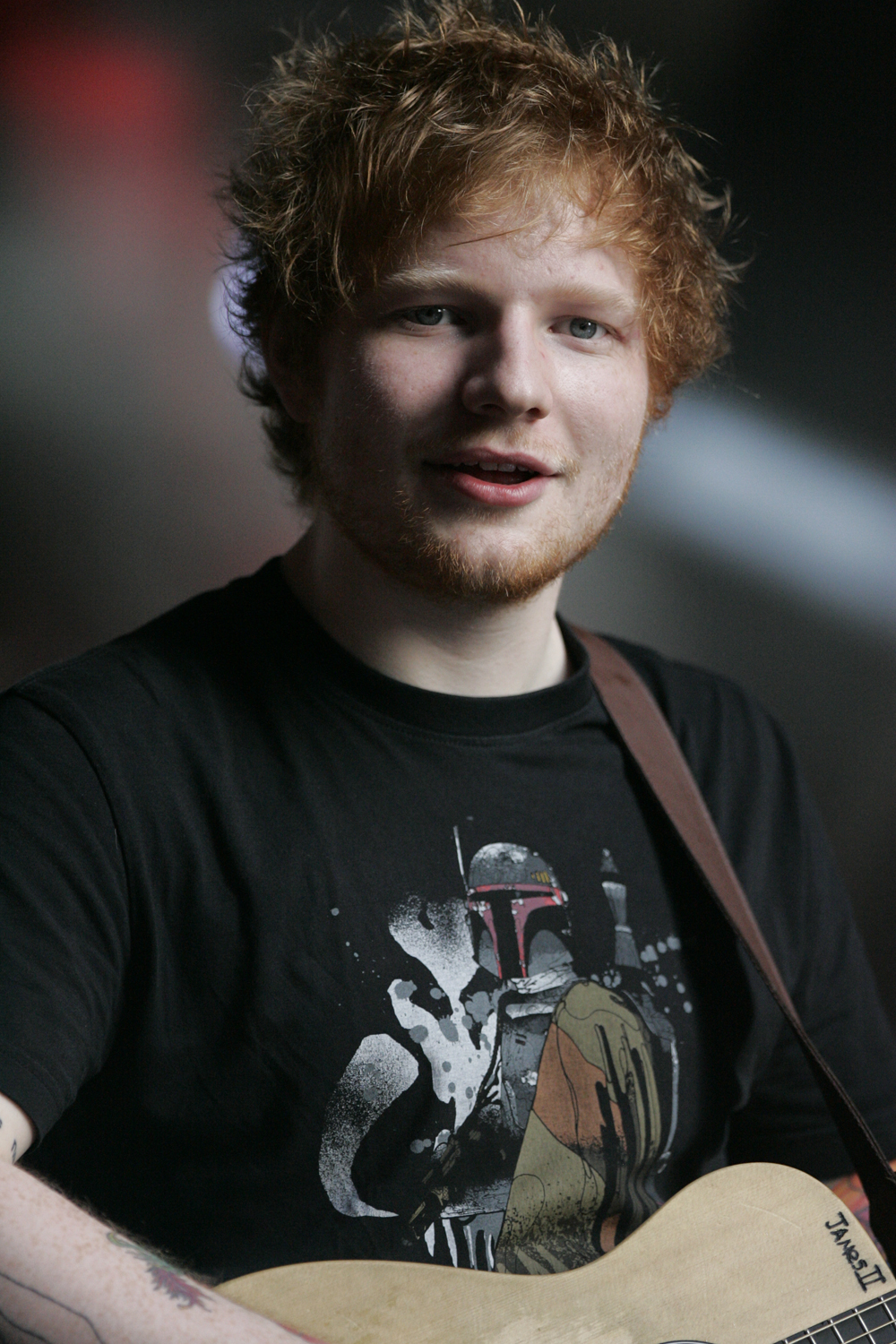
Ed Sheeran (* 1991)

- 1991: Ed Sheeran, britischer Singer-Songwriter
- 1991: Bonnie Wright, britische Filmschauspielerin
- 1992: Liam Bertazzo, italienischer Radrennfahrer
- 1992: Meaghan Jette Martin, US-amerikanische Schauspielerin
- 1993: Nicola Leali, italienischer Fußballspieler
- 1993: Marc Márquez, spanischer Motorradrennfahrer
- 1993: Philip Wiegratz, deutscher Filmschauspieler
- 1994: Kyle Ebecilio, niederländischer Fußballspieler
- 1994: Traisy Tukiet, malaysische Wasserspringerin
- 1994: Emanuele Zonzini, san-marinesischer Automobilrennfahrer
- 1995: Jane Campbell, US-amerikanische Fußballtorhüterin
- 1995: Matt Campbell, australischer Autorennfahrer
- 1995: Madison Keys, US-amerikanische Tennisspielerin
- 1995: Mareike Müller, deutsche Basketballspielerin
- 1996: Louis Held, deutscher Schauspieler und Sänger
- 1996: Sasha Pieterse, US-amerikanische Schauspielerin
- 1997: Gaetano Castrovilli, italienischer Fußballspieler
- 1997: Felix Jaeger, deutscher Handballspieler
- 1997: Simon Martirosjan, armenischer Gewichtheber
- 1999: Juni Arnekleiv, norwegische Biathletin
- 2000: Toni Vidmar, slowenischer Biathlet

### 21. Jahrhundert
- 2001: Samantha Macuga, US-amerikanische Skispringerin

## Gestorben

### Vor dem 16. Jahrhundert
- 0306: Theodor Tiro, römischer Soldat und christlicher Märtyrer, Heiliger der katholischen und der orthodoxen Kirche
- 0364: Jovian, römischer Kaiser

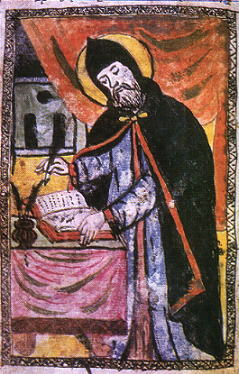
Mesrop Maschtoz († 440)

- 0440: Mesrop Maschtoz, armenischer Heiliger und Entwickler des Armenischen Alphabets
- 0889: Liutbert, Erzbischof von Mainz
- 0983: Volkmar, Bischof von Paderborn
- 1125: Rupert, Abt des Benediktinerklosters in Münsterschwarzach
- 1178: Evermod, Bischof von Ratzeburg
- 1184: Wartislaw, Prinz von Pommern
- 1228: Heinrich I., Graf von Schwerin
- 1238: Heinrich von Thun, Bischof des Fürstbistum Basel und Förderer der Stadt Basel
- 1281: Bruno von Schauenburg, Bischof von Olmütz, Berater und Diplomat des böhmischen Königs sowie Marschall und königlicher Stellvertreter in der Steiermark
- 1285: Lukas von Padua, italienischer Franziskaner, Schüler des heiligen Franziskus von Assisi
- 1310: Alexis Falconieri, italienischer Heiliger, Ordensgründer
- 1339: Otto der Fröhliche, Herzog von Österreich
- 1370: Henning Schindekopf, Marschall des Deutschen Ordens
- 1371: Iwan Alexander, bulgarischer Zar
- 1382: Ludwig von Meißen, Erzbischof und Kurfürst von Mainz, Erzbischof von Magdeburg
- 1402: Diether VIII., Graf von Katzenelnbogen
- 1425: Johannes von Drändorf, deutscher Prediger, Anhänger des Utraquismus, Märtyrer
- 1461: John Grey of Groby, englischer Ritter
- 1493: Přemysl III., Herzog von Troppau, Domherr von Breslau, Olmütz und Wien
- 1500: Adolf, Graf von Oldenburg
- 1500: Benedikt von Ahlefeldt, Ritter, Erbherr auf Lehmkuhlen und Herr auf Hasselburg
- 1500: Hans von Ahlefeldt, Ritter, Herr auf Haseldorf, Haselau, Seegaard bei Kliplev und Seestermühe
- 1500: Thomas Slentz, deutscher Landsknechtsführer
- 1500: Wilhelm III., Landgraf von Hessen-Marburg

### 16. bis 18. Jahrhundert
- 1504: Eberhard II., als Eberhard VI. von Württemberg-Stuttgart Graf und als Eberhard II. Herzog von Württemberg
- 1549: Laurentius Autenrieth, katholischer Abt
- 1550: Marcantonio Flaminio, italienischer Philosoph, Dichter und Schriftsteller
- 1554: Johann Ghogreff, deutscher Humanist und Kanzler von Jülich-Kleve-Berg
- 1555: Giuliano Bugiardini, italienischer Maler
- 1557: Johann Timann, evangelischer Theologe und Reformator
- 1575: Cesare I. Gonzaga, Graf von Guastalla und Herzog von Amalfi
- 1600: Giordano Bruno, italienischer Philosoph
- 1612: Ernst von Bayern, Erzbischof von Köln
- 1616: Pierre de Gondi, Bischof von Paris
- 1632: Frances Walsingham, englische Adlige und Hofdame Elisabeths I.
- 1647: Johann Heermann, deutscher Kirchenlieddichter
- 1652: Gregorio Allegri, italienischer Priester, Komponist und Tenorsänger
- 1654: Michael Lohr, deutscher Komponist
- 1659: Valerio Castello, italienischer Maler und Freskant
- 1662: Konrad Barthels, deutscher lutherischer Theologe
- 1662: Johann Zechendorf, deutscher Philologe und Pädagoge
- 1664: Iwan Bohun, Heerführer der Saporoger Kosaken
- 1671: Menno Hanneken, deutscher lutherischer Theologe

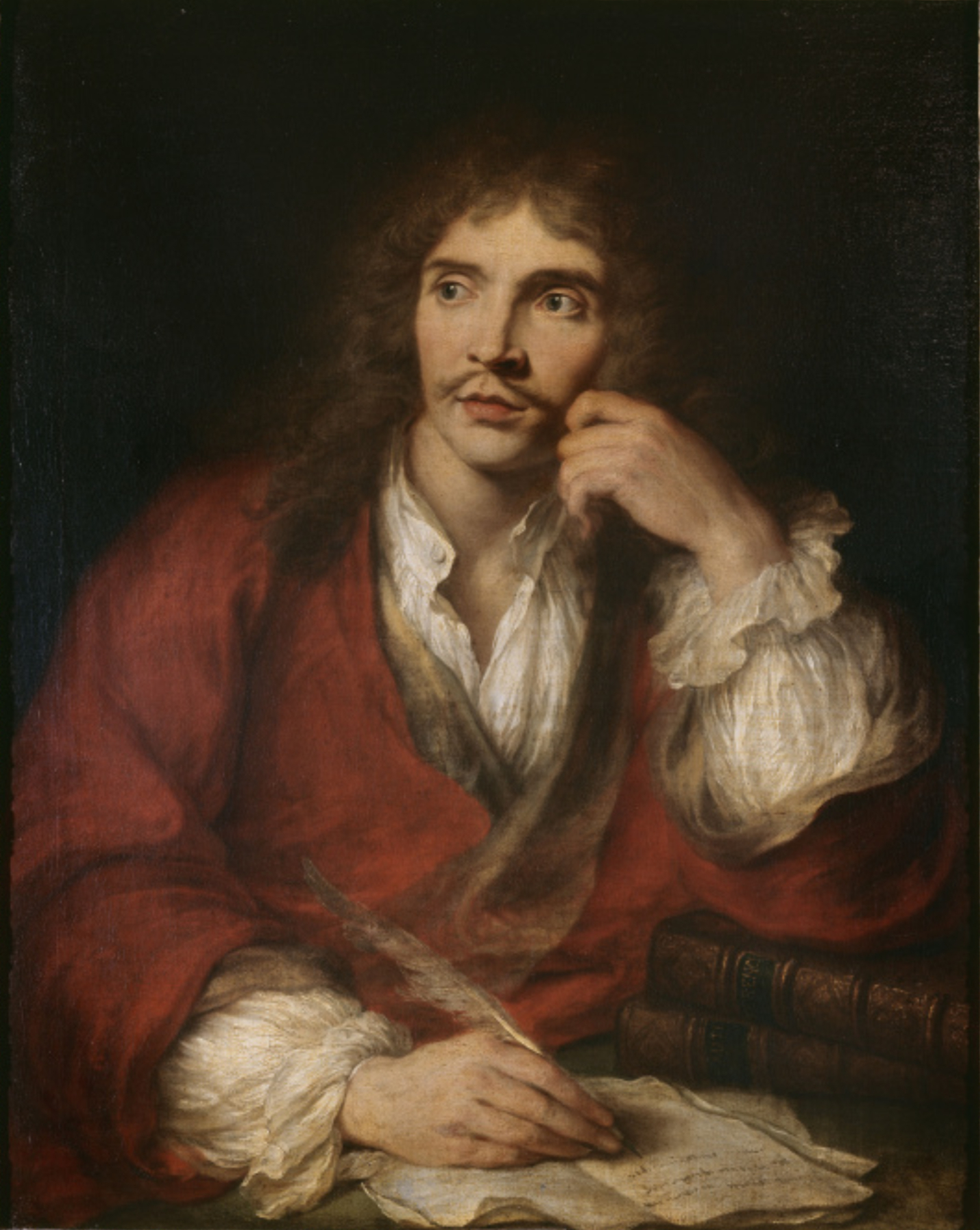
Molière († 1673)

- 1673: Molière, französischer Schauspieler, Theaterdirektor, Dramatiker und Komödiendichter der Französischen Klassik
- 1680: Jan Swammerdam, niederländischer Naturforscher, Begründer der Präformationslehre
- 1694: Antoinette Deshoulières, französische Dichterin und Philosophin
- 1701: Dorothee Elisabeth Tretschlaff, vermutlich letztes Todesopfer der Hexenverfolgung in Brandenburg
- 1709: Erik Benzelius der Ältere, schwedischer lutherischer Theologe und Erzbischof von Uppsala
- 1711: José de Vaquedano, spanischer Komponist und Kapellmeister
- 1723: James Moore II, britischer Gouverneur der Province of Carolina
- 1728: Pjotr Andrejewitsch Tolstoi, russischer Politiker
- 1732: Louis Marchand, französischer Organist und Cembalist
- 1733: Richard Everard, 4. Baronet, britischer Kolonialgouverneur von North Carolina
- 1752: Beinta Broberg, dänisch-färingische Frau
- 1773: Namiki Shōzō I., japanischer Kabuki- und Bunrakuautor
- 1778: Gotthard Wilhelm Marcks von Würtemberg, schwedischer Feldmarschall
- 1780: Alexius Scheltinga, russischer Forschungsreisender
- 1786: Jonas Apelblad, schwedischer Reiseschriftsteller
- 1788: Maurice Quentin de La Tour, französischer Pastell-Porträtmaler
- 1800: Johann Werner Streithorst, deutscher evangelischer Theologe

### 19. Jahrhundert
- 1801: Philippine Charlotte von Preußen, preußische Prinzessin
- 1803: Nicolás del Campo, spanischer Offizier, Kolonialverwalter und Vizekönig des Río de la Plata
- 1803: Louis René Édouard de Rohan-Guéméné, letzter Fürstbischof von Straßburg
- 1805: Josephus Nicolaus Laurenti, österreichischer Arzt, Naturforscher

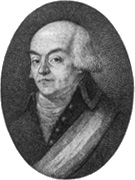
Johann Rudolf Dolder († 1807)

- 1807: Johann Rudolf Dolder, Schweizer Politiker
- 1812: Karl Gotthelf Lessing, Biograph und Nachlassverwalters seines Bruders Gotthold Ephraim Lessing
- 1813: Anton Carl Ludwig von Tabouillot, französisch-deutscher Gutsbesitzer, königlich preußischer Hauptmann und Bürgermeister
- 1818: Juan Rodríguez Ballesteros, spanischer Richter, Kolonialverwalter und Gouverneur von Chile
- 1819: Philippe-Louis-Marc-Antoine de Noailles, französischer Politiker
- 1820: Franz Regis Clet, französischer Missionar in China und Märtyrer
- 1823: Friedrich von Kleist, preußischer Generalfeldmarschall
- 1825ː Maria Angela Ardinghelli, italienische Naturwissenschaftlerin und Übersetzerin
- 1826: Thaddäus Damm, Beamter während der Habsburgermonarchie
- 1828: Heinrich Gottlieb Tzschirner, deutscher evangelischer Theologe
- 1827: Johann Heinrich Pestalozzi, Schweizer Pädagoge
- 1836: Hubert Auer, Fürstbischöflicher Delegat, Propst und Dompropst
- 1837: Johann Gottlieb Blümner, deutscher Beamter
- 1837: Benjamin Ferdinand Herrmann, deutscher evangelischer Geistlicher
- 1841: Ferdinando Carulli, italienischer Komponist und Salon-Gitarrist
- 1847: William Collins, englischer Maler
- 1848: George W. Campbell, US-amerikanischer Politiker, US-Finanzminister
- 1848: Ignaz zu Hardegg, österreichischer General der Kavallerie und Hofkriegsratspräsident
- 1853: Heinrich LXXII., Fürst Reuß zu Lobenstein und Ebersdorf
- 1856: John Braham, englischer Opernsänger

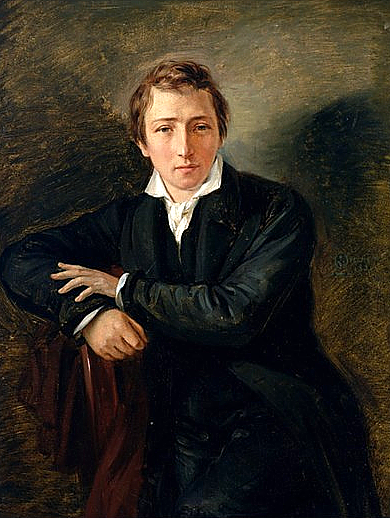
Heinrich Heine († 1856)

- 1856: Heinrich Heine, deutscher Dichter, Schriftsteller und Journalist
- 1865: Juan José de Aycinena y Piñol, guatemaltekischer Geistlicher, Unternehmer und Politiker
- 1867: Alexander Dallas Bache, US-amerikanischer Physiker
- 1874: Adolphe Quetelet, belgischer Mathematiker, Statistiker und Astronom
- 1875: Friedrich Wilhelm August Argelander, deutscher Astronom
- 1877: Salomon Hermann Mosenthal, deutscher Dramatiker und Librettist
- 1878: Franz Anton Real, Schweizer Jurist und Politiker
- 1880: Paul Mendelssohn Bartholdy, deutscher Chemiker
- 1883: Napoléon Coste, französischer Gitarrist
- 1884: Heinrich Berghaus, deutscher Kartograph
- 1884: Paul Hartmann, deutscher Unternehmer
- 1885: Carl Friedrich Buchholz, deutscher Orgelbauer
- 1886: Josef Sies, österreichischer Orgelbauer
- 1887: Leopold von Pebal, österreichischer Chemiker
- 1890: Arvid Ahnfelt, schwedischer Literaturhistoriker
- 1890ː Viktoria Hecht, deutsche katholische Jungfrau und Stigmatisierte
- 1890: Christopher Latham Sholes, US-amerikanischer Buchdrucker, Journalist und Erfinder
- 1891: Theophil von Hansen, dänisch-österreichischer Baumeister und Architekt des Klassizismus und Historismus
- 1892: Johan Sverdrup, norwegischer liberaler Politiker
- 1892: Heinrich Feiten, deutscher Weihbischof
- 1897: August Köhler, deutscher evangelischer Geistlicher und Hochschullehrer

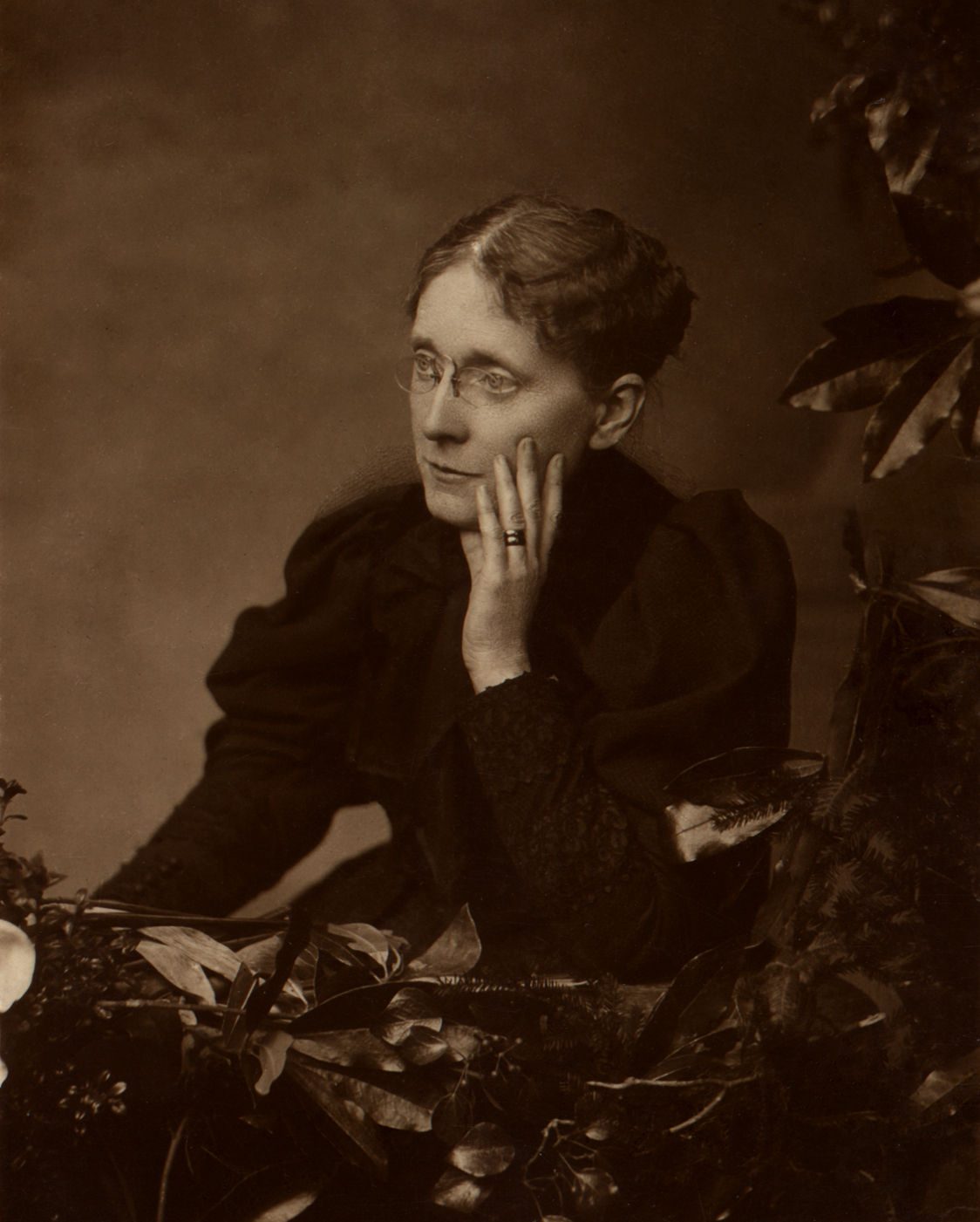
Frances Willard († 1898)

- 1898: Frances Willard, US-amerikanische Lehrerin, Suffragette, Sozialreformerin, Mitbegründerin der Woman’s Christian Temperance Union

### 20. Jahrhundert

#### 1901–1950
- 1906: Carlo von Mentlen, Schweizer Politiker
- 1907: Wilhelm von Bezold, deutscher Physiker und Meteorologe
- 1907: Julius Bleichröder, deutscher Bankier
- 1907: Ferdinand Justi, deutscher Orientalist
- 1907: Henry Steel Olcott, US-amerikanischer Fachmann in der Landwirtschaft, Rechtsanwalt, Mitbegründer und erster Präsident der Theosophischen Gesellschaft

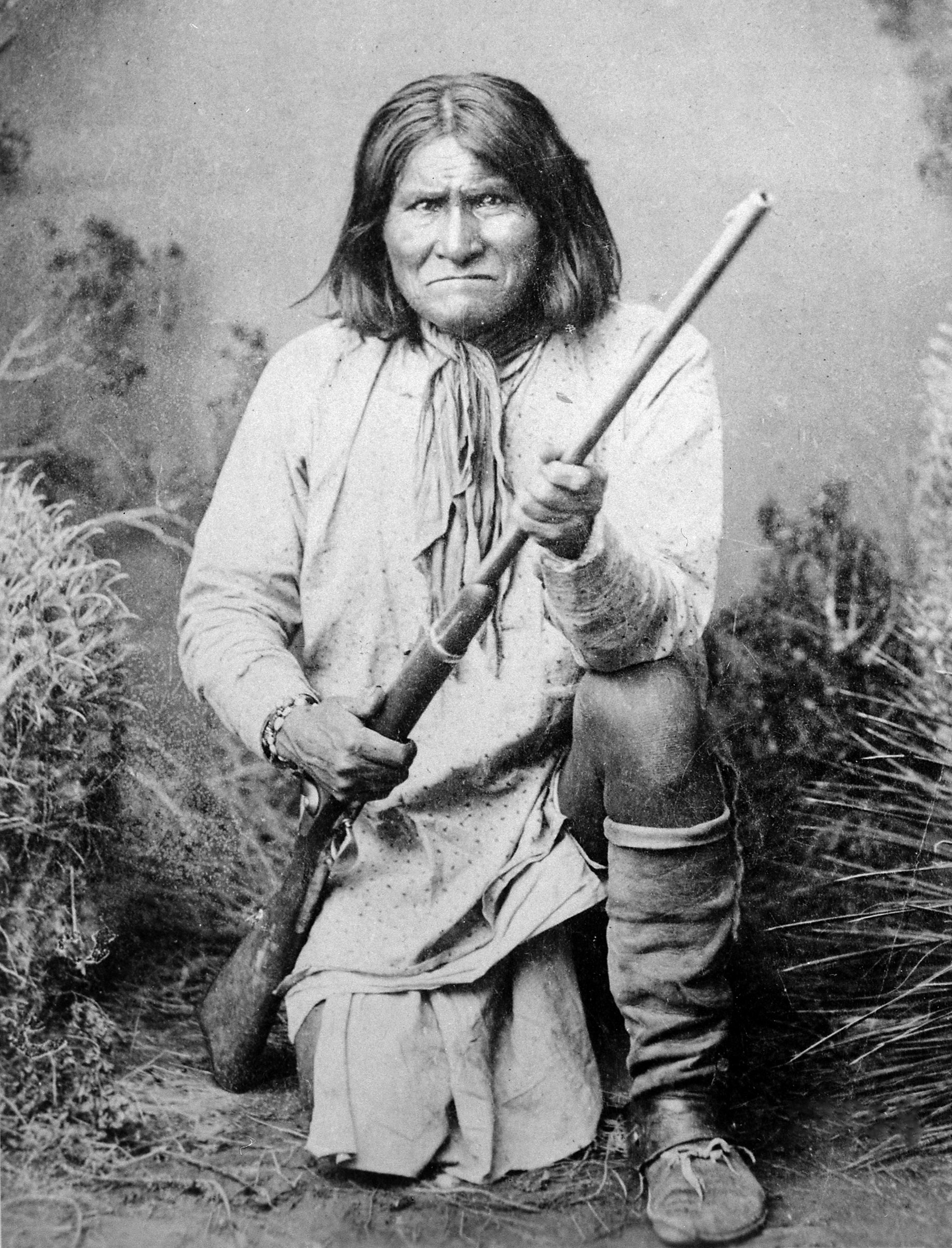
Geronimo († 1909)

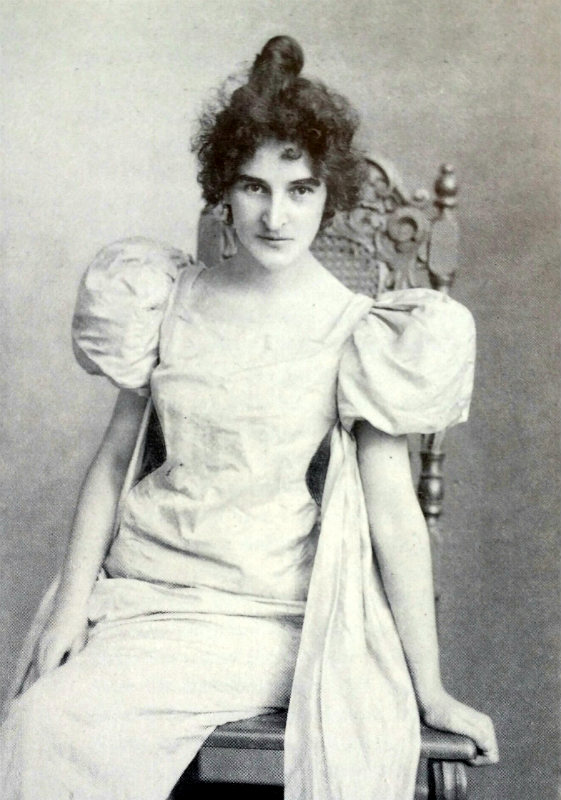
Isabelle Kaiser († 1925)

- 1909: Geronimo, Kriegshäuptling und Schamane eines Apachenstamms
- 1911ː Fanny Schmid, Schweizer Lehrerin und Frauenaktivistin
- 1912: Johann Jakob Abegg, Schweizer Politiker und Unternehmer
- 1912: Alois Lexa von Aehrenthal, österreichisch-ungarischer Politiker
- 1913: Edward Stanley Gibbons, britischer Philatelist, Unternehmensgründer
- 1913: Joaquin Miller, US-amerikanischer Schriftsteller
- 1915: Francisco Giner de los Ríos, spanischer Philosoph und Pädagoge
- 1915: Stanislaus von Prowazek, tschechisch-österreichischer Zoologe und Bakteriologe
- 1916: Miklós Konkoly-Thege, ungarischer Astronom
- 1916: Maurice Vignaux, französischer Billardweltmeister und Fachbuchautor
- 1919: Wilfrid Laurier, kanadischer Premierminister
- 1924: Oskar Merikanto, finnischer Komponist
- 1925: Ignacio Andrade, venezolanischer Offizier und Politiker
- 1925ː Isabelle Kaiser, Schweizer Schriftstellerin
- 1927: Francis Adonijah Lane, US-amerikanischer Leichtathlet
- 1928: Georg L. Sarauw, dänischer Archäologe
- 1929: Anna Carnaud, französische feministische Schriftstellerin
- 1934: Albert I., belgischer König
- 1934: Josef Ahrer, österreichischer Sozialdemokrat und Revolutionär
- 1934: Fernando de Arteaga y Pereira, spanischer Dichter, Romanist und Hispanist
- 1934: Josef Stanek, österreichischer Politiker und Gewerkschafter

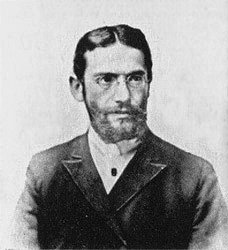
Siegbert Tarrasch († 1934)

- 1934: Siegbert Tarrasch, deutscher Schachgroßmeister
- 1935: Vincas Mickevičius-Kapsukas, litauischer Politiker
- 1937: Hugo Meisl, österreichischer Fußballtrainer
- 1938: Bill Drews, deutscher Jurist, Präsident des Preußischen Oberverwaltungsgerichts
- 1939: Willy Heß, deutscher Violinvirtuose und -lehrer
- 1939: Édouard LeBel, kanadischer Sänger
- 1942: Tony Sarg, deutsch-US-amerikanischer Puppenspieler und Illustrator
- 1944: Jean Cavaillès, französischer Philosoph, Mitglied der Résistance
- 1944: Franz Kaufmann, deutscher Jurist und Widerstandskämpfer gegen den Nationalsozialismus
- 1945: Ed Kahn, US-amerikanischer American-Football-Spieler
- 1945: Eduard Riesch, deutscher General
- 1947: Rudolf Gercke, deutscher General im Zweiten Weltkrieg
- 1947: Gustav Leutelt, deutscher Dichter und Schriftsteller
- 1949: Ellery Clark, US-amerikanischer Leichtathlet
- 1950ː Hildegard von Mach, deutsche Malerin, Gründungsmitglied der Gruppe Dresdner Künstlerinnen

#### 1951–2000

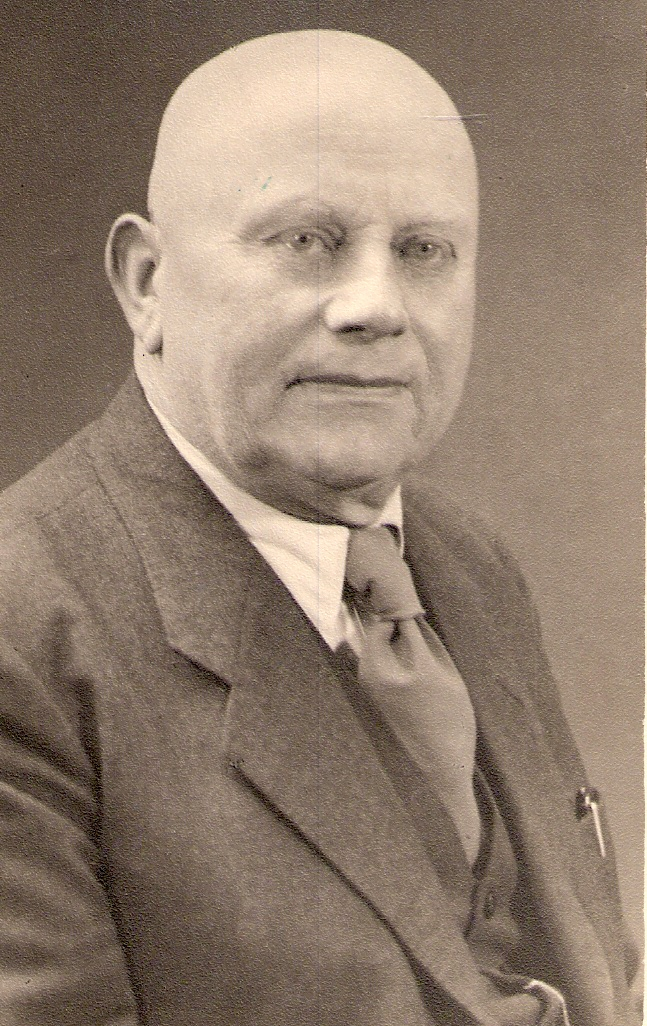
Peter Mieden († 1962)

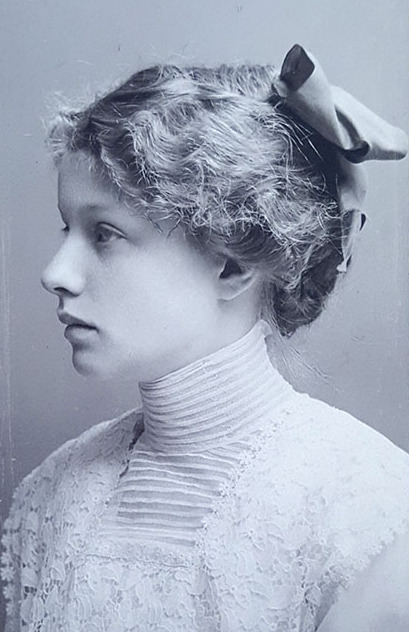
Hertha Sponer († 1968)

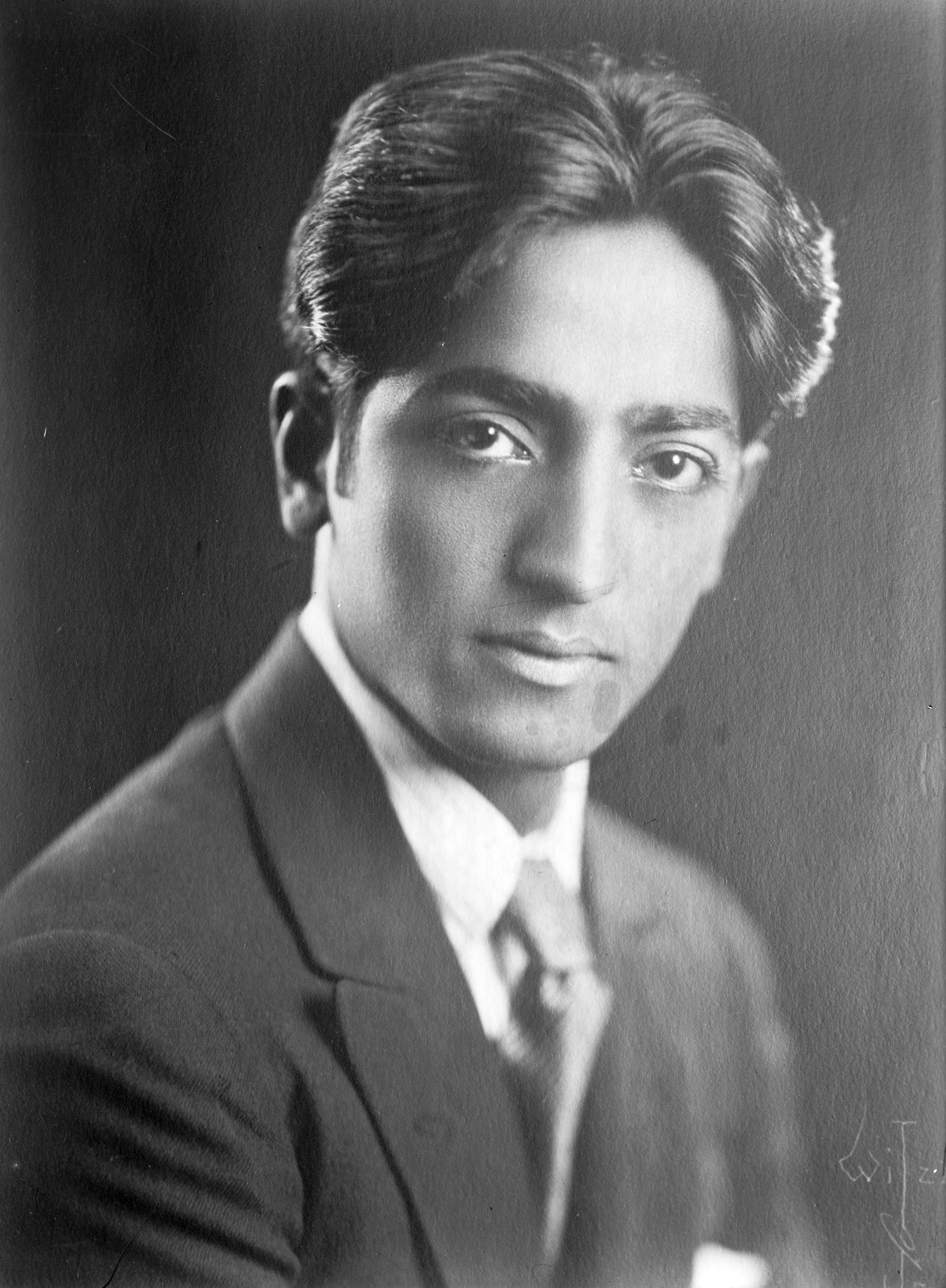
Jiddu Krishnamurti († 1986)

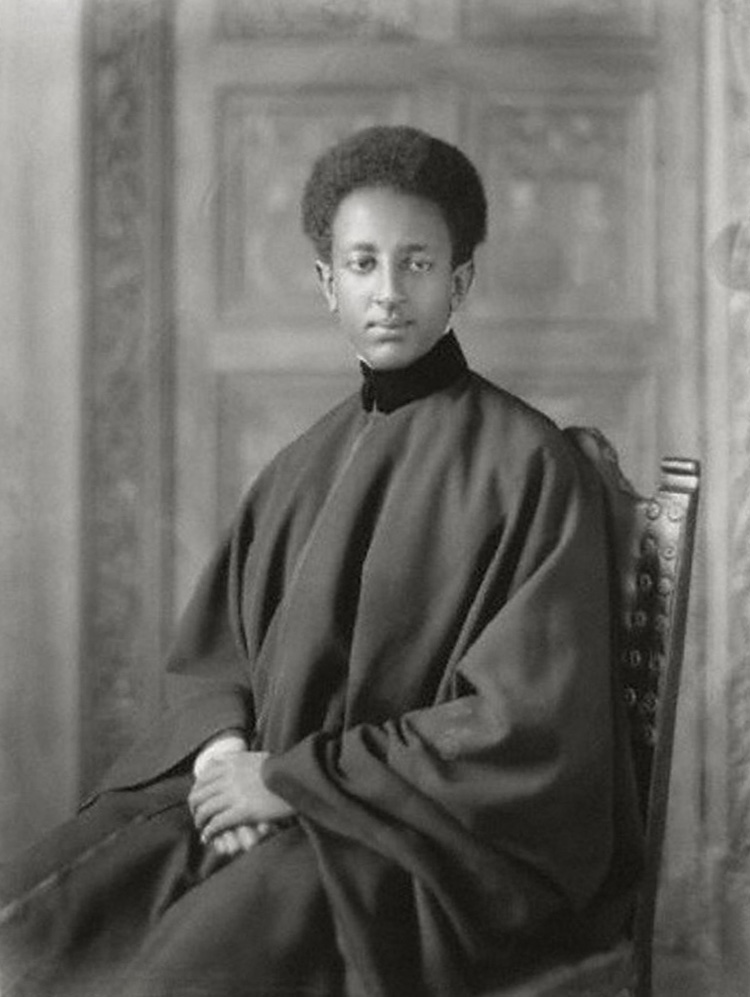
Amha Selassie I. († 1997)

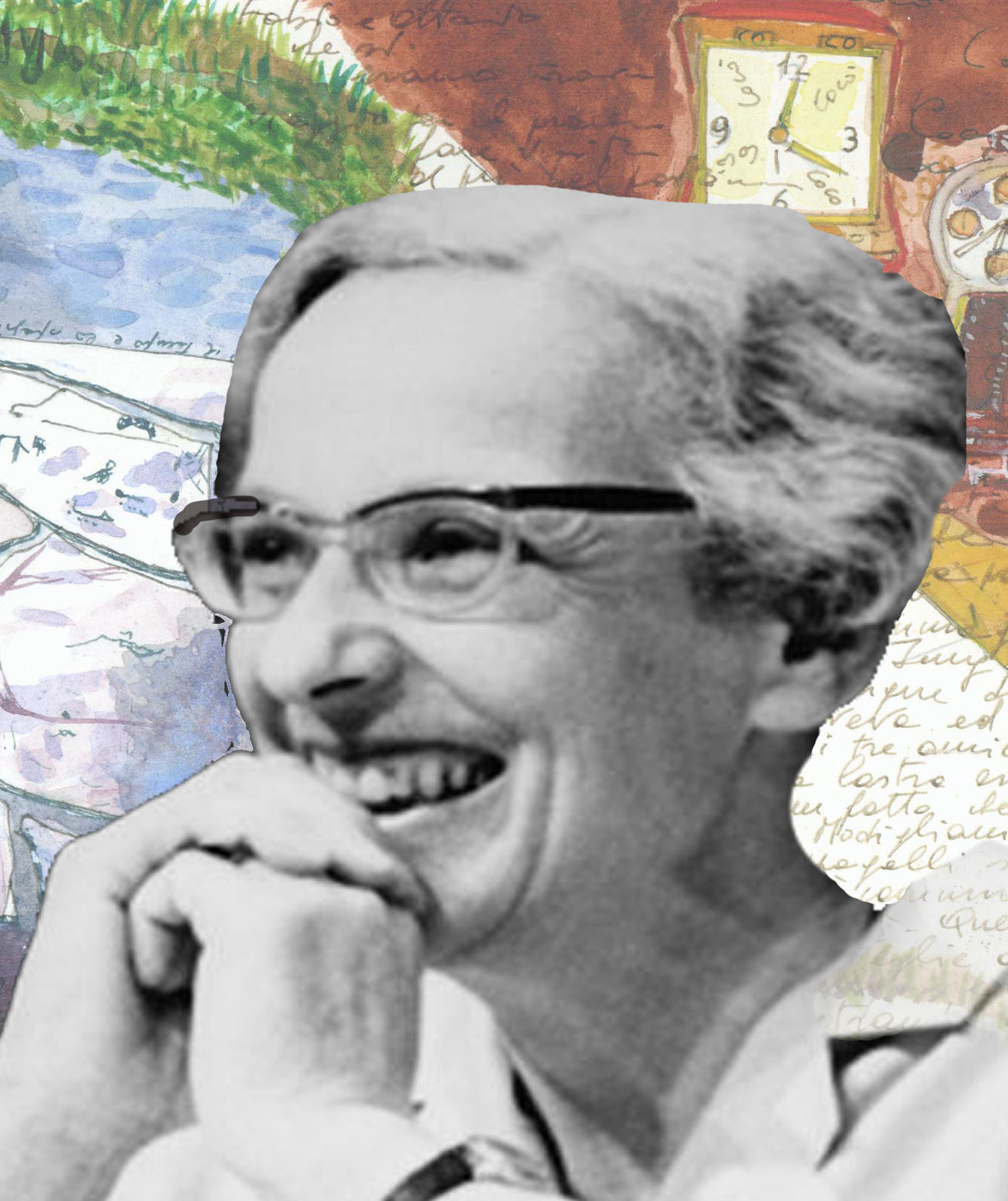
Marie-Louise von Franz († 1998)

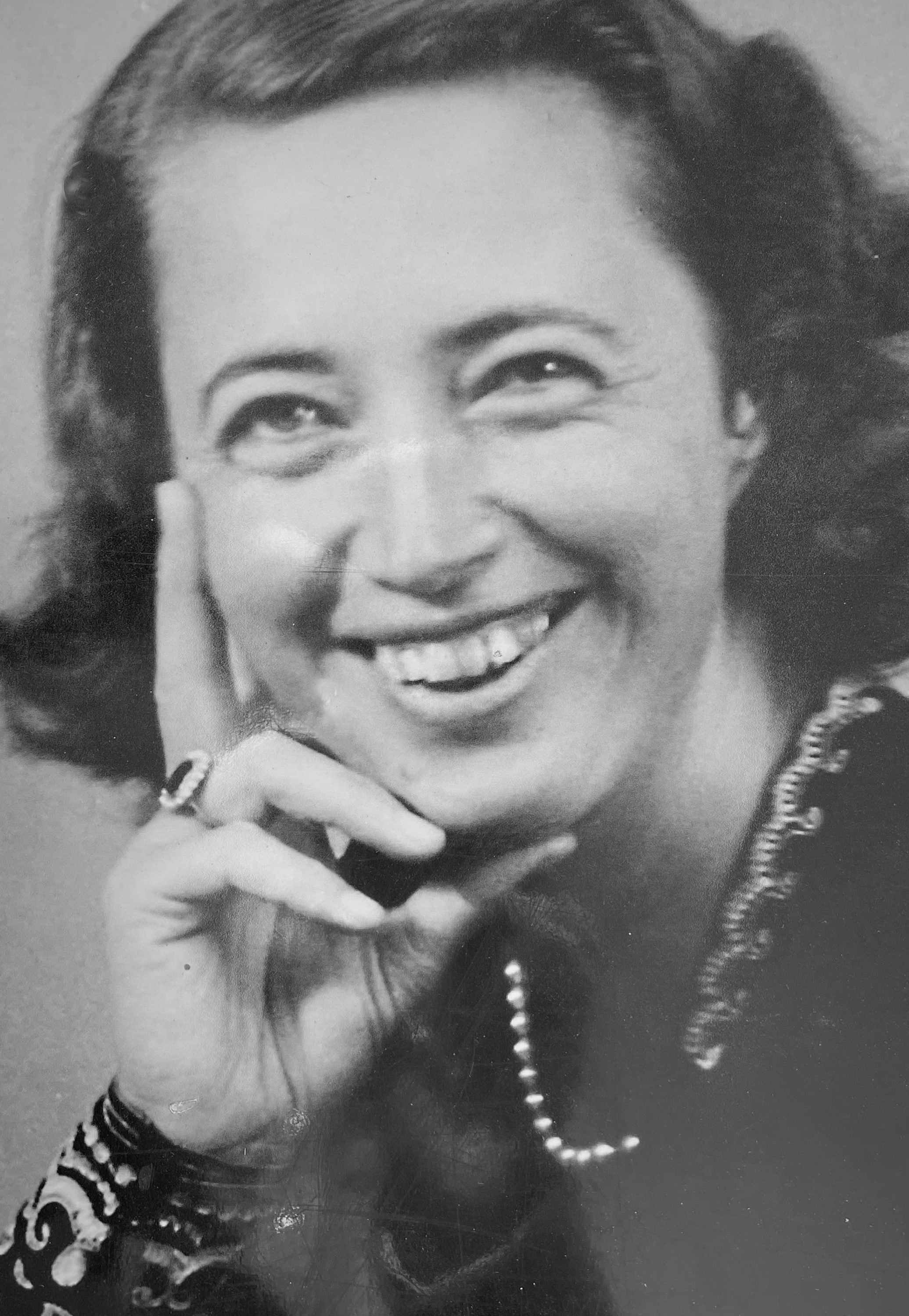
Selina Chönz († 2000)

- 1951: Arnold Pressburger, österreichisch-deutscher Filmproduzent
- 1951: Nikogaios Tigranjan, armenischer Komponist, Pianist, Musikpädagoge und Folklorist
- 1958: Wilhelm Bahlburg, deutscher Politiker, MdL, MdB
- 1959: Otfrid von Hanstein, deutscher Schriftsteller
- 1962: Peter Mieden, deutscher Landwirt, Landwirtschaftsfunktionär und Politiker
- 1962: Arne Oldberg, US-amerikanischer Komponist
- 1962: Bruno Walter, US-amerikanischer Dirigent, Pianist und Komponist
- 1966: Hans Hofmann, deutscher Maler
- 1967ː Dora Horn-Zippelius, deutsche Malerin
- 1967: Victor Schiøler, dänischer Pianist
- 1967: William Donald Patrick, britischer Richter am Court of Session und des Internationalen Militärgerichtshof für den Fernen Osten (* 1889)
- 1968: Leo Cella, italienischer Motorrad-, Rallye- und Automobilrennfahrer
- 1968: Louis Dollé, französischer Automobilrennfahrer
- 1968: Hertha Sponer, deutsche Physikerin
- 1970: Samuel Agnon, israelischer Schriftsteller, Vertreter der modernen hebräischen Literatur, Nobelpreisträger
- 1970: Alfred Newman, US-amerikanischer Filmkomponist
- 1971: Adolf Augustus Berle, US-amerikanischer Jurist
- 1971: Karl Meitmann, deutscher Politiker, MdL, MdB
- 1972: Gawriil Popow, russischer Komponist
- 1972: Hans Surén, deutscher Offizier, Buchautor und ein Vorkämpfer des Naturismus
- 1973: Pixinguinha, brasilianischer Musiker
- 1975: Paul Böttcher, deutsche Politiker, Abgeordneter und Journalist
- 1975: Margot von Heyden-Linden, deutsche Malerin
- 1975: George Marshall, US-amerikanischer Filmregisseur
- 1976: Edwin B. Astwood, US-amerikanischer Endokrinologe
- 1976: Oscar Han, rumänischer Autor und Bildhauer
- 1976: Jean Servais, belgischer Schauspieler
- 1976: Walter Zirpins, deutscher Jurist, SS-Offizier, Kriminalpolizist, Sachverständiger im Reichstagsbrandprozess 1933
- 1977: Henri Challan, französischer Komponist
- 1977: Blinky Palermo, deutscher Maler
- 1979: Al Stillman, US-amerikanischer Songwriter
- 1980: Graham Sutherland, britischer Maler und Graphiker
- 1981: Marcel Bezençon, Schweizer Journalist und langjähriger Direktor der Europäischen Rundfunkunion
- 1982: Thelonious Monk, US-amerikanischer Jazzpianist und -komponist, Mitbegründer des Bebop, Innovator des Modern Jazz
- 1982: Oskar Paulini, deutscher Schriftsteller
- 1982: Lee Strasberg, österreichisch-ungarisch-US-amerikanischer Schauspieler, Schauspiellehrer, Mitbegründer des Group Theatre
- 1986: Jiddu Krishnamurti, indischer Philosoph, Autor, Theosoph und spiritueller Lehrer
- 1987: Leo Anchóriz, spanischer Schauspieler
- 1987: Philip Arp, deutscher Schauspieler, Kabarettist, Autor und Regisseur
- 1988: Alain Savary, französischer Bildungspolitiker und Mitglied der Résistance
- 1989: Marguerite Roberts, US-amerikanische Drehbuchautorin
- 1989: Hanne Sobek, deutscher Fußballspieler
- 1991: Hans Thimig, österreichischer Schauspieler und Regisseur
- 1992ː Irmgard Kotte-Weidauer, deutsche Glasgestalterin
- 1993: Pouel Kern, dänischer Schauspieler
- 1993: Josef Wicki, Schweizer Jesuit und Missionshistoriker
- 1994: Gretchen Fraser, US-amerikanische Skirennläuferin
- 1994: Randy Shilts, US-amerikanischer Schriftsteller
- 1995: Werner Bruschke, deutscher Politiker, Ministerpräsident in der DDR
- 1996: Hervé Bazin, französischer Schriftsteller
- 1996: Michel Pablo, griechischer Trotzkist
- 1997: Bärbel Inhelder, Schweizer Entwicklungspsychologin
- 1997: Darcy Ribeiro, brasilianischer Anthropologe, Politiker, und Schriftsteller
- 1997: Amha Selassie I., Kronprinz von Äthiopien
- 1998: Rudolf Bielka, deutscher Agrarwissenschaftler und Hochschullehrer
- 1998: Nicolas Bouvier, französischer Schriftsteller, Reiseautor und Journalist
- 1998: Marie-Louise von Franz, Schweizer Tiefenpsychologin, Mitarbeiterin von C.G. Jung
- 1998: Ernst Jünger, deutscher Schriftsteller und Publizist
- 1998: Ernst Käsemann, deutscher Theologe und Universitätsprofessor
- 1999: Joseph Elias Tawil, syrischer Erzbischof von Newton
- 2000ː Selina Chönz, Schweizer Autorin

### 21. Jahrhundert

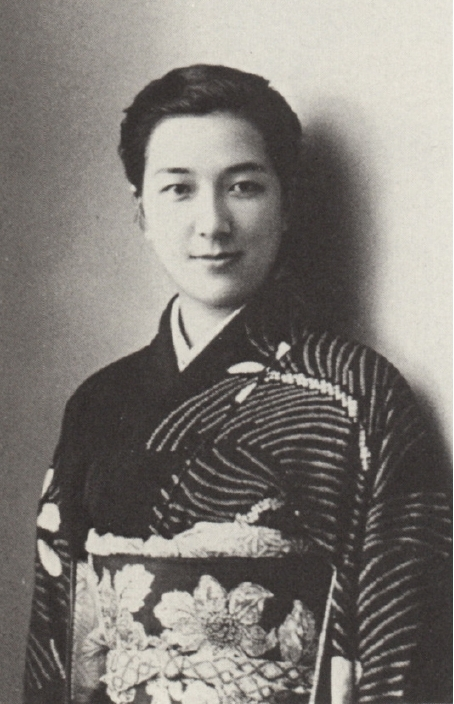
Ibaragi Noriko († 2006)

- 2001: Richard Wurmbrand, rumänischer lutherischer Pfarrer
- 2002: Heinz Kaminski, deutscher Chemieingenieur und Weltraumforscher
- 2004: Karl-Heinz Stienen, deutscher Rechtsanwalt, Politiker, MdB, Parteigründer
- 2004: Claus Josef Riedel, österreichischer Industrieller
- 2005: Jens Martin Knudsen, dänischer Astrophysiker
- 2005: César Marcelak, französischer Radrennfahrer
- 2005: Dan O’Herlihy, irischer Schauspieler
- 2005: Omar Sívori, argentinisch-italienischer Fußballspieler und -trainer
- 2006: Paul Avrich, US-amerikanischer Historiker
- 2006: Ray Barretto, US-amerikanischer Jazz-Musiker
- 2006: Sybille Bedford, deutsch-britische Journalistin und Schriftstellerin
- 2006: Harold Hunter, US-amerikanischer Skater und Schauspieler
- 2006: Ibaragi Noriko, japanische Schriftstellerin
- 2006: Pearl Palmason, kanadische Geigerin
- 2007: Jurga Ivanauskaitė, litauische Schriftstellerin
- 2007: Jakov Lind, österreichisch-britischer Schriftsteller, Hörspielautor, Filmregisseur und Maler
- 2007: Maurice Papon, französischer Politiker, Nazi-Kollaborateur und Kriegsverbrecher
- 2007: Herbert Wehnelt, deutscher Generalleutnant der Luftwaffe
- 2008: Nicola Agnozzi, italienischer Bischof
- 2008: Klaus-Dieter Baumgarten, deutscher General, Stellvertreter des Ministers für Nationale Verteidigung und Chef der Grenztruppen der DDR
- 2008: Beate Naroska, deutsche Physikerin
- 2010: Roger-Émile Aubry, schweizerischer Vikar

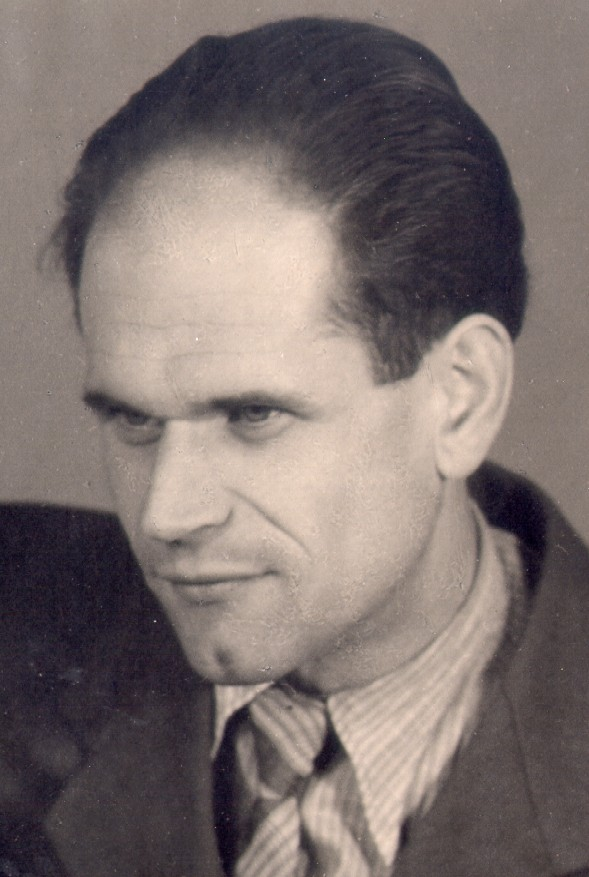
Curt Letsche († 2010)

- 2010: Curt Letsche, deutscher Schriftsteller
- 2010: Wolfram Lindner, deutscher Radsporttrainer
- 2010: Ines Paulke, deutsche Popmusikerin
- 2012: Joachim Salzgeber, Schweizer Benediktiner und Pädagoge
- 2013: Richard Briers, britischer Schauspieler
- 2013: Mindy McCready, US-amerikanische Country-Sängerin
- 2014: Peter Florin, deutscher Politiker
- 2015: Oswald Fuchs, österreichischer Schauspieler
- 2015: Andrzej Koszewski, polnischer Komponist, Musikwissenschaftler und Musikpädagoge
- 2015: George Mackie, Baron Mackie of Benshie, britischer Politiker und Geschäftsmann
- 2015: Feliks Tych, polnischer Historiker
- 2016: Boutros Boutros-Ghali, ägyptischer Diplomat und Generalsekretär der Vereinten Nationen
- 2016: McKinney Russell, US-amerikanischer Journalist und Diplomat
- 2016: Charles C. Ryrie, US-amerikanischer evangelikaler Theologe
- 2016: Andrzej Żuławski, polnischer Filmregisseur und Autor
- 2017: Warren Frost, US-amerikanischer Schauspieler und Theaterregisseur
- 2017: Bengt Gustavsson, schwedischer Fußballspieler und -trainer
- 2017: Jannis Kounellis, griechischer Künstler
- 2017: Tom Regan, US-amerikanischer Philosoph und Tierrechtler
- 2018: Mohamed Shahabuddeen, guyanischer Jurist und Richter
- 2018: Rolf Sprandel, deutscher Historiker
- 2020: Mário Fernandes da Graça Machungo, mosambikanischer Premierminister
- 2020: Sonja Ziemann, deutsche Schauspielerin, Tänzerin und Sängerin
- 2021: Özcan Arkoç, türkischer Fußballtorwart und -trainer
- 2021: Jacinto Cayco, philippinischer Schwimmer
- 2021: Gaby Zipfel, deutsche Sozialwissenschaftlerin
- 2021: Gianluigi Saccaro, italienischer Fechter
- 2022: Ahmed Moustafa, ägyptischer Fußballspieler
- 2022: Giuseppe Ros, italienischer Boxer
- 2023: Rebecca Blank, US-amerikanische Politikerin
- 2023: Jenny Clève, französische Schauspielerin
- 2023: André Le Goupil, französischer Vielseitigkeitsreiter
- 2023: Ángela Gurría, mexikanische Bildhauerin
- 2023: Stella Stevens, US-amerikanische Schauspielerin und Model
- 2025ː Paquita la del Barrio, mexikanische Sängerin
- 2025ː Antonine Maillet, kanadische Schriftstellerin
- 2025ː Nannie Porres, schwedische Jazz- und Balladensängerin, Theaterschauspielerin

## Feier- und Gedenktage
- hl. Theodor Tiro, römischer Soldat, Märtyrer und Schutzpatron (orthodox)
- hl. Finan von Lindisfarne, irischer Mönch und Bischof der römisch-katholischen Kirche
- die sieben heiligen Gründer des Servitenordens, italienische Kaufleute und Ordensgründer
- Johann Heermann, deutscher Pfarrer und Liederdichter (evangelisch)

Weitere Einträge enthält die Liste von Gedenk- und Aktionstagen.